# Список померлих 1993 року
Це список значимих людей, що померли 1993 року, упорядкований за датою смерті.

## Січень
1 січня — Ібтісам Хусейн, кувейтська актриса іракського походження (*1953)
4 січня — Хоанг Трунг Тонг, в'єтнамський поет і урядовець (*1925)
5 січня — Безменов Юрій Олександрович, офіцер КДБ, фахівець радянської пропаганди, дезінформації та підривних дій (*1939)
5 січня — Сісворо Гаутама Путра, індонезійський кінорежисер і сценарист (*1938)
5 січня — Хуан Бенет, іспанський прозаїк, драматург і есеїст (*1927)
6 січня — Діззі Гіллеспі, американський джазовий трубач, співак, керівник ансамблів та оркестрів і композитор (*1917)
6 січня — Нурєєв Рудольф Хаметович, радянський і британський артист балету, балетмейстер, втікач з СРСР (*1938)
6 січня — Джулія Окіні, коханка італійського чемпіона з велосипедного спорту Фаусто Коппі (*1922)
6 січня — Шарлотта Ріфеншталь, німецька фізикиня (*1899)
7 січня — Тосіхіко Ізуцу, японський вчений, який спеціалізувався на ісламознавстві та порівняльному релігієзнавстві (*1914)
8 січня — Асіф Наваз Джанджуа, пакистанський військовик (*1937)
10 січня — Адам Астон, польський співак єврейського походження (*1902)
11 січня — Махдум Мухаммад Заман Талібул Мула, пакистанський політик, учений і поет (*1919)
12 січня — Юзеф Чапський, польський художник та письменник (*1896)
12 січня — Тадеуш Стець, польський туризмознавець, гід, громадський діяч (*1925)
13 січня — Едівалдо Мартінс Фонсека, бразильський футболіст (*1962)
13 січня — Рене Плевен, прем'єр-міністр Франції (1950—1951, 1951—1952) (*1901)
16 січня — Міхненко Олена Несторівна, донька українських революціонерів-анархістів Нестора Махна та Галини Кузьменко (*1922)
16 січня — Паула Румокой, індонезійська актриса, модель і танцівниця (*1949)
18 січня — Васіф Алі Васіф, пакистанський учитель, письменник, поет і суфійський діяч (*1929)
20 січня — Одрі Гепберн, британська акторка, модель, танцюристка, акторка та благодійниця англійського й нідерландського походження (*1929)
20 січня — Біндешварі Дубей, індійський борець за незалежність, профспілковий діяч і політик (*1921)
20 січня — Карам Сінгх, індійський військовик (*1915)
21 січня — Голобуцький Володимир Олексійович, історик українського козацтва, фахівець з економічної історії України (*1903)
21 січня — Феліче Борель, італійський футболіст, футбольний тренер (*1914)
22 січня — Абе Кобо, японський письменник, драматург і сценарист (*1924)
22 січня — Ноель Рота «Helno», французький співак, учасник альтернативних рок-гуртів (*1963)
23 січня — Петер Габор, угорський політик-комуніст (*1906)
24 січня — Тургуд Маршалл, суддя Верховного суду США (*1908)
24 січня — Угур Мумджу, турецький журналіст-розслідувач (*1942)
25 січня — Ван Юлін, тайванська актриса (*1964)
27 січня — Андре Гігант, французький реслер і актор болгарського-польського походження (*1946)
27 січня — Саєд Шуджаат Алі Кадрі, перший великий муфтій Пакистану, суддя Федерального шаріатського суду, член пакистанської Ради ісламської ідеології, дослідник ісламської науки (*1941)
27 січня — Срджан Алексич, боснійський сербський актор-аматор, плавець і солдат Армії Республіки Сербської під час Боснійської війни (*1966)
28 січня — Гелен Гоґґ, американська і канадська науковиця, астрономка (*1905)
28 січня — Хосеп Марія Льомпарт де ла Пенья, майорканський поет, есеїст, культурний діяч, літературний критик, редактор і перекладач (*1925)
29 січня — Дуй Хан, в'єтнамський письменник і поет (*1934)
29 січня — Една Флідл, ізраїльська акторка театру, кіно та телебачення (*1931)
29 січня — Єва Ремеус, шведська актриса (*1950)
30 січня — Олександра Грецька, принцеса Греції і Данії, королева-консорт Югославії (*1921)
30 січня — Луїс Бонет і Гарі, каталонський архітектор (*1893)
30 січня — Рьоічі Хатторі, японський поп- та джазовий композитор (*1907)
30 січня — Тайкітіро Морі, японський бізнесмен (*1904)

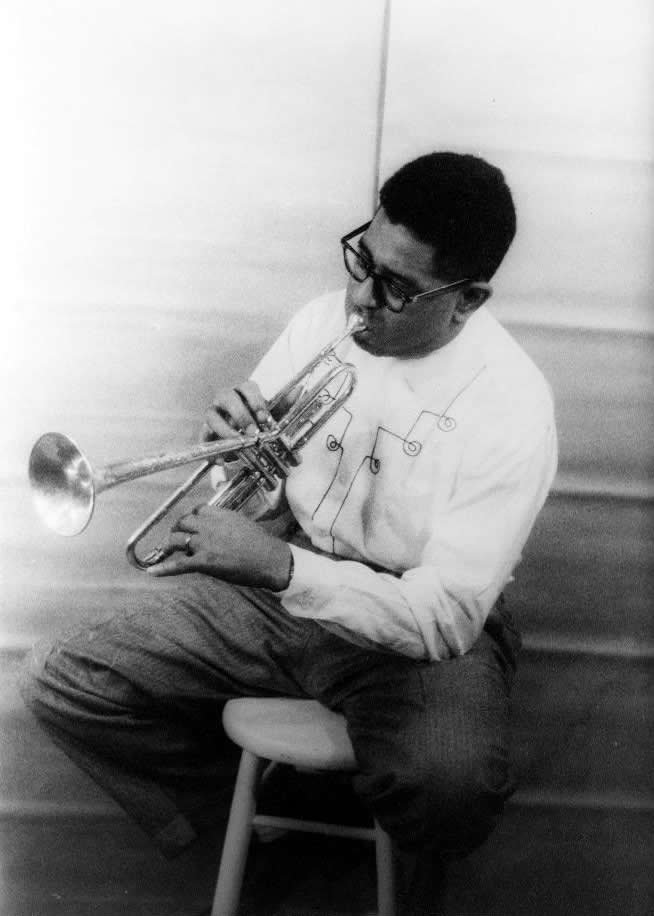
Діззі Гіллеспі
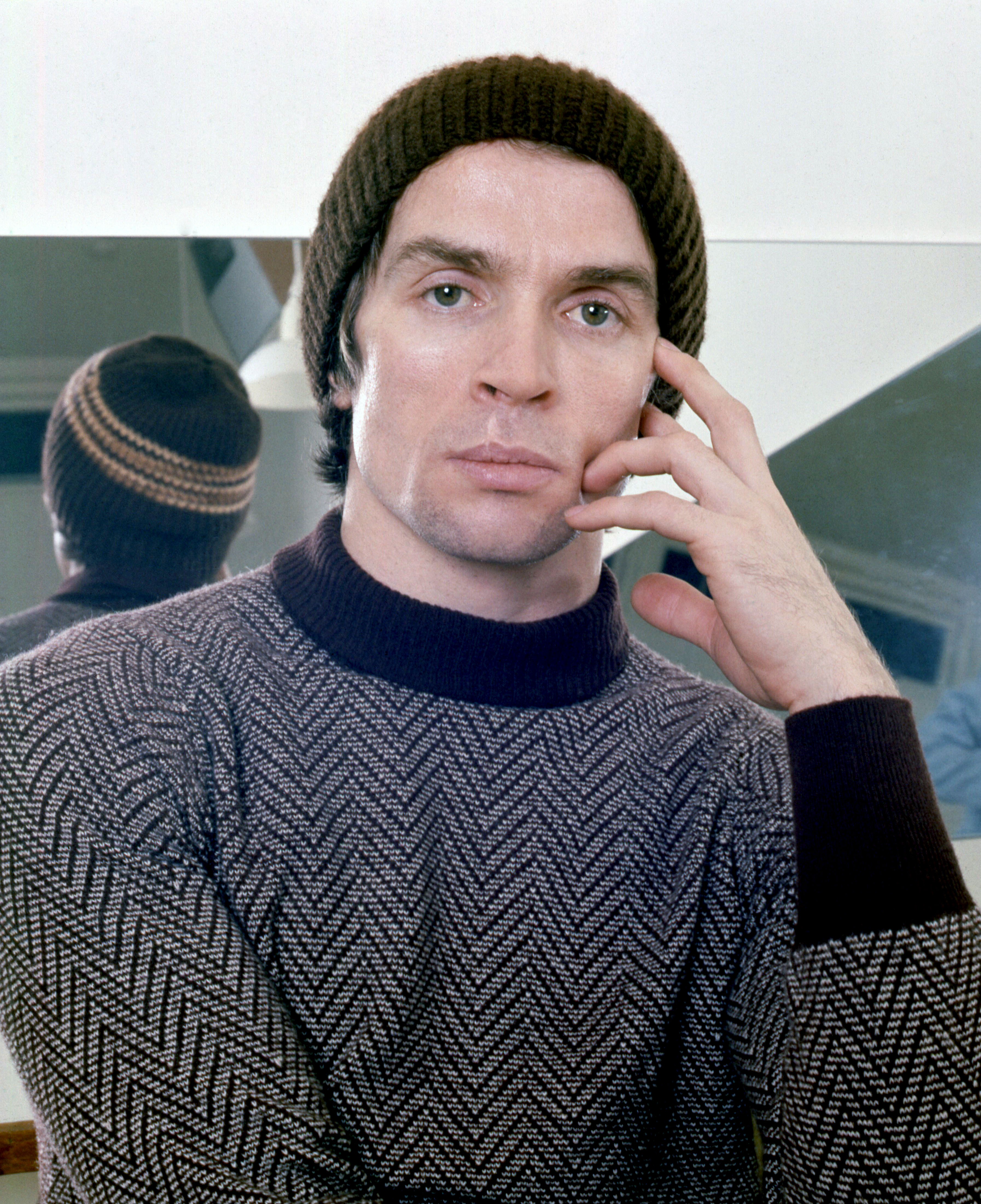
Рудольф Нурєєв
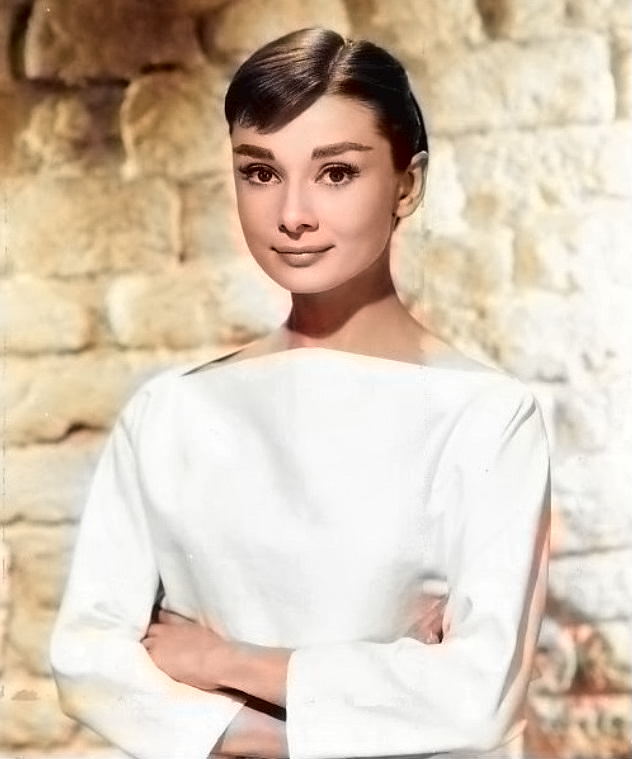
Одрі Гепберн
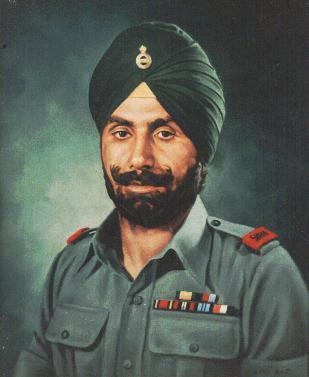
Карам Сінгх
Абе Кобо
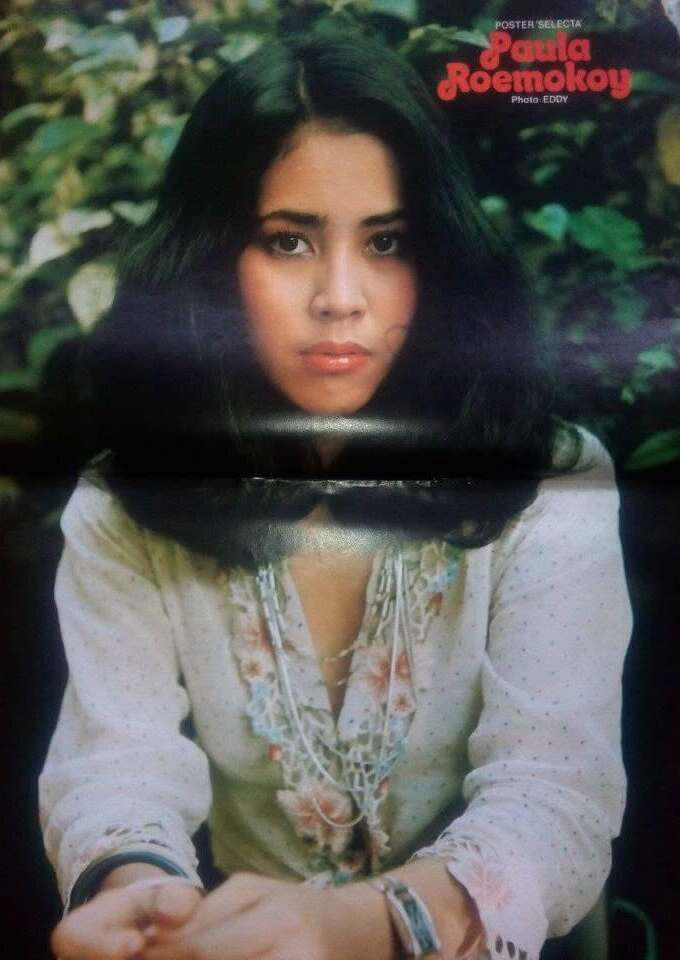
Паула Румокой
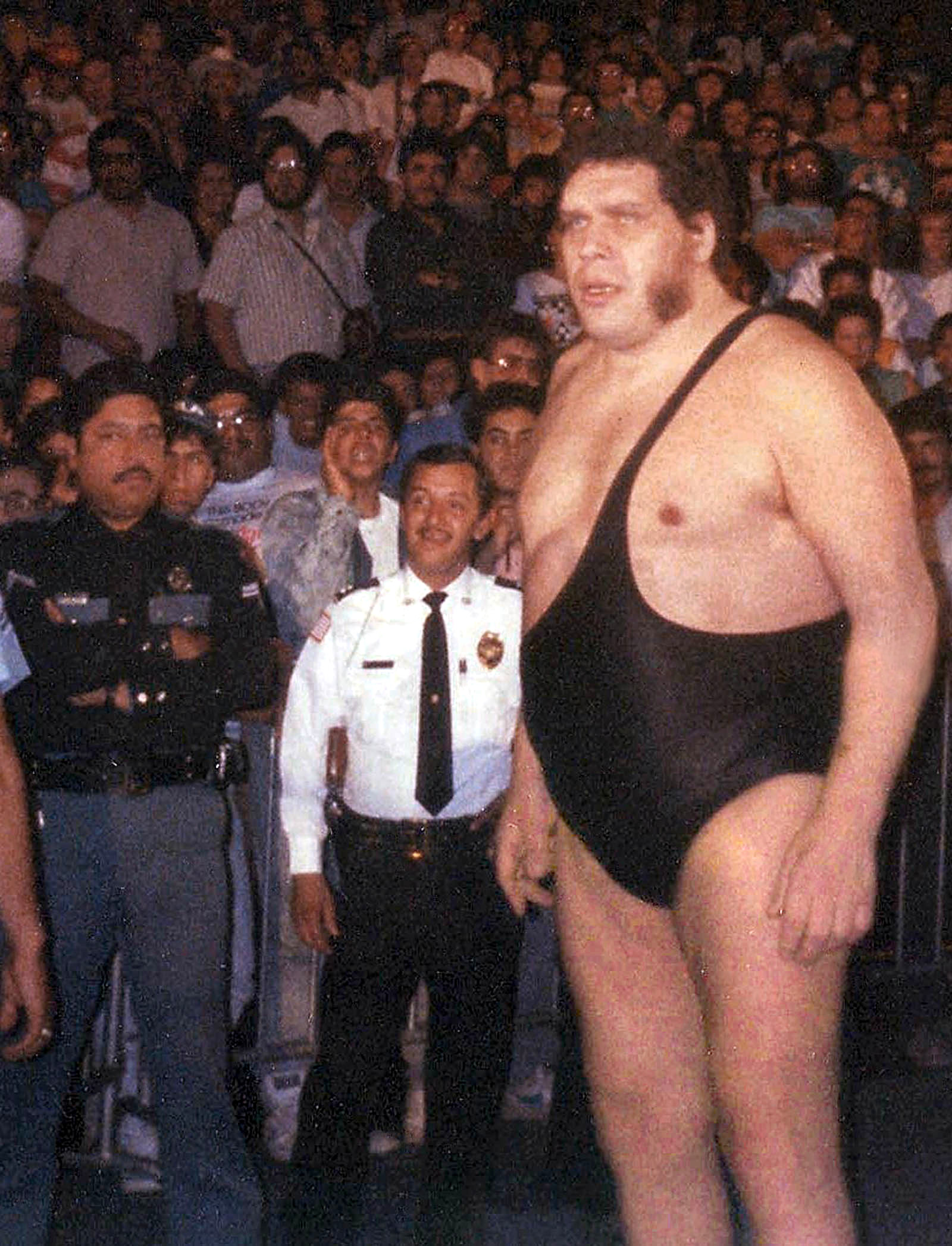
Андре Гігант
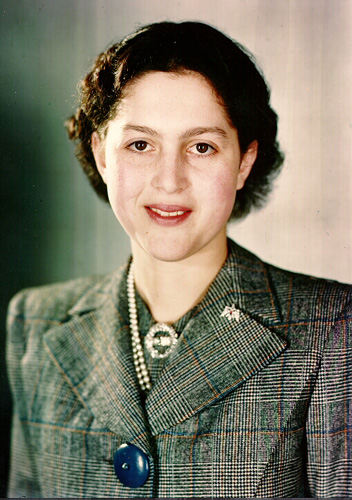
принцеса Олександра Грецька

## Лютий
1 лютого — Мехраб Шахрохі, іранський футболіст (*1944)
3 лютого — Розетта Калаветта, італійська актриса та актриса озвучування (*1914)
4 лютого — Даулат Сінгх Котарі, індійський вчений і педагог (*1906)
4 лютого — Санаул Хук, бангладешський поет, перекладач і державний службовець (*1924)
4 лютого — Хоу Баолінь, китайський виконавець сяншен (*1917)
5 лютого — Ганс Йонас, німецький і американський філософ-екзистенціаліст (*1903)
5 лютого — Джозеф Манкевич, американський кінорежисер, сценарист, продюсер (*1909)
5 лютого — Аднан Кахведжі, турецький політик (*1949)
6 лютого — Артур Еш, американський тенісист (*1943)
6 лютого — Мохаммад Натсір, прем'єр-міністр Індонезії (1950—1951) (*1908)
6 лютого — Йосіміцу Токугава, японський чиновник, політик, військовий і дворянин (*1913)
7 лютого — Лалай Сінгх Ядав, індійський поліцейський, громадський діяч і письменник (*1911)
7 лютого — Ласло Менсарош, угорський актор (*1926)
7 лютого — Лі Чон Гин, південнокорейський бізнесмен (*1919)
7 лютого — Мохсен Сархан, єгипетський актор (*1914)
7 лютого — Фріц Штраснер, німецький актор (*1919)
8 лютого — Брем ван дер Сток, нідерландський пілот-винищувач часів Другої світової війни (*1915)
9 лютого — Ахмад Мофтізаде, політичний і релігійний мислитель курдсько-сунітської меншини в Іранському Курдистані (*1933)
9 лютого — Вернер Ліндеманн, німецький письменник і поет, батько Тілля Ліндеманна (Rammstein) (*1926)
9 лютого — Ренч Кочібей, турецький автогонщик (*1942)
11 лютого — Десанка Максимович, сербська поетеса (*1898)
11 лютого — Камал Амрохі, індійський режисер, сценарист, поет (*1918)
11 лютого — Роберт Вільям Голлі, американський біохімік, лавреат Нобелівської премії з медицини та фізіології 1968 (*1922)
11 лютого — Костіна Оксана Олександрівна, радянська і російська спортсменка (художня гімнастика) (*1972)
11 лютого — Райлі Вейво, фінський актор (*1930)
13 лютого — Сун Сілянь, китайський військовик (*1907)
15 лютого — Мілтон Мораес, бразильський актор (*1930)
16 лютого — Амос Гутман, ізраїльський кінорежисер (*1954)
16 лютого — Дзюнітіро Ока, японський жокей (*1968)
16 лютого — Махір Канова, турецький театральний режисер (*1914)
17 лютого — Ешреф Бітліс, генерал турецької жандармерії (*1933)
17 лютого — Рані Гайдинліу, індійська борчиня за незалежність (*1915)
18 лютого — Керрі фон Еріх, американський професійний борець (*1960)
18 лютого — Одд Коре Раббен, один із перших норвежців, хто заявив про себе, що є ВІЛ-позитивним (*1976)
18 лютого — Патрік Рой, французький радіо- та телеведучий (*1952)
19 лютого — Давидов Олександр Сергійович, український радянський фізик-теоретик (*1912)
19 лютого — Карлос Аугусто Страцер, бразильський актор, співак, театральний продюсер і режисер (*1946)
19 лютого — Яман Окай, турецький актор (*1951)
20 лютого — Ферруччо Ламборгіні, італійський промисловець та підприємець, засновник Lamborghini (*1916)
20 лютого — Мар'ян Бублевич, польський гонщик (ралі) (*1950)
21 лютого — Інге Леманн, данська науковиця-геофізик, сейсмологиня (*1888)
22 лютого — Жан Лекануе, французький політик (*1920)
22 лютого — Нг Чо-фан, гонконгський актор, режисер і кінопродюсер (*1911)
22 лютого — Тай Куанг Хоанг, в'єтнамський військовик (*1920)
24 лютого — Боббі Мур, англійський футболіст (*1941)
24 лютого — Estitxu, французька співачка баскською мовою (*1944)
25 лютого — Едді Константін, американський співак, актор і артист (*1913)
25 лютого — Мірза Хашем Амолі, іранський марджа ат-таклід і мусульманський вчений (*1899)
27 лютого — Бондарчук Володимир Гаврилович, український геолог, доктор геолого-мінералогічних наук, професор, академік АН УРСР (*1905)
27 лютого — Ліліан Ґіш, американська акторка (*1893)
28 лютого — Хонда Ісіро, японський кінорежисер (*1911)

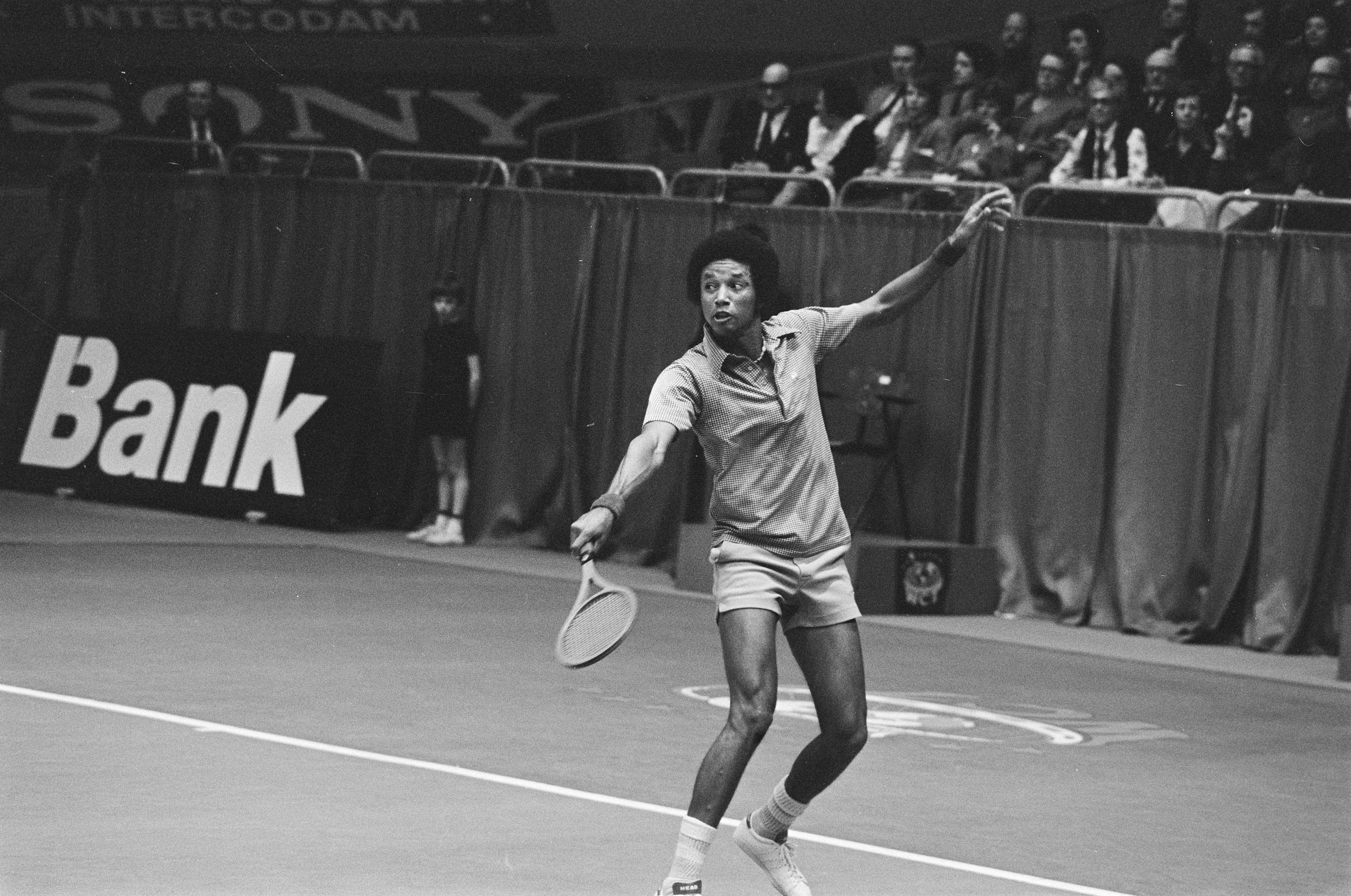
Артур Еш
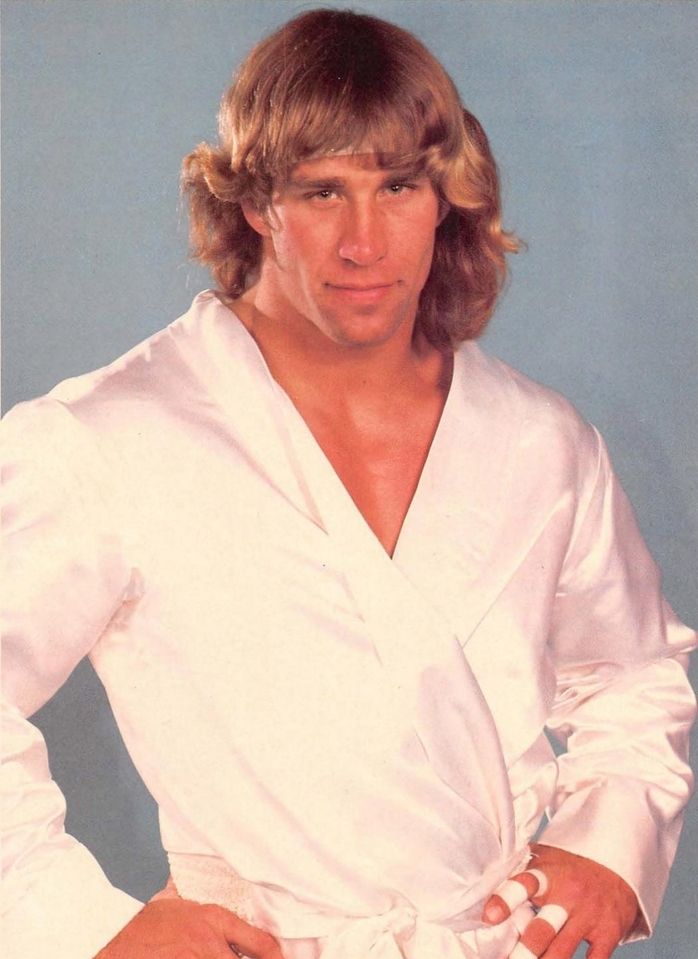
Керрі фон Еріх
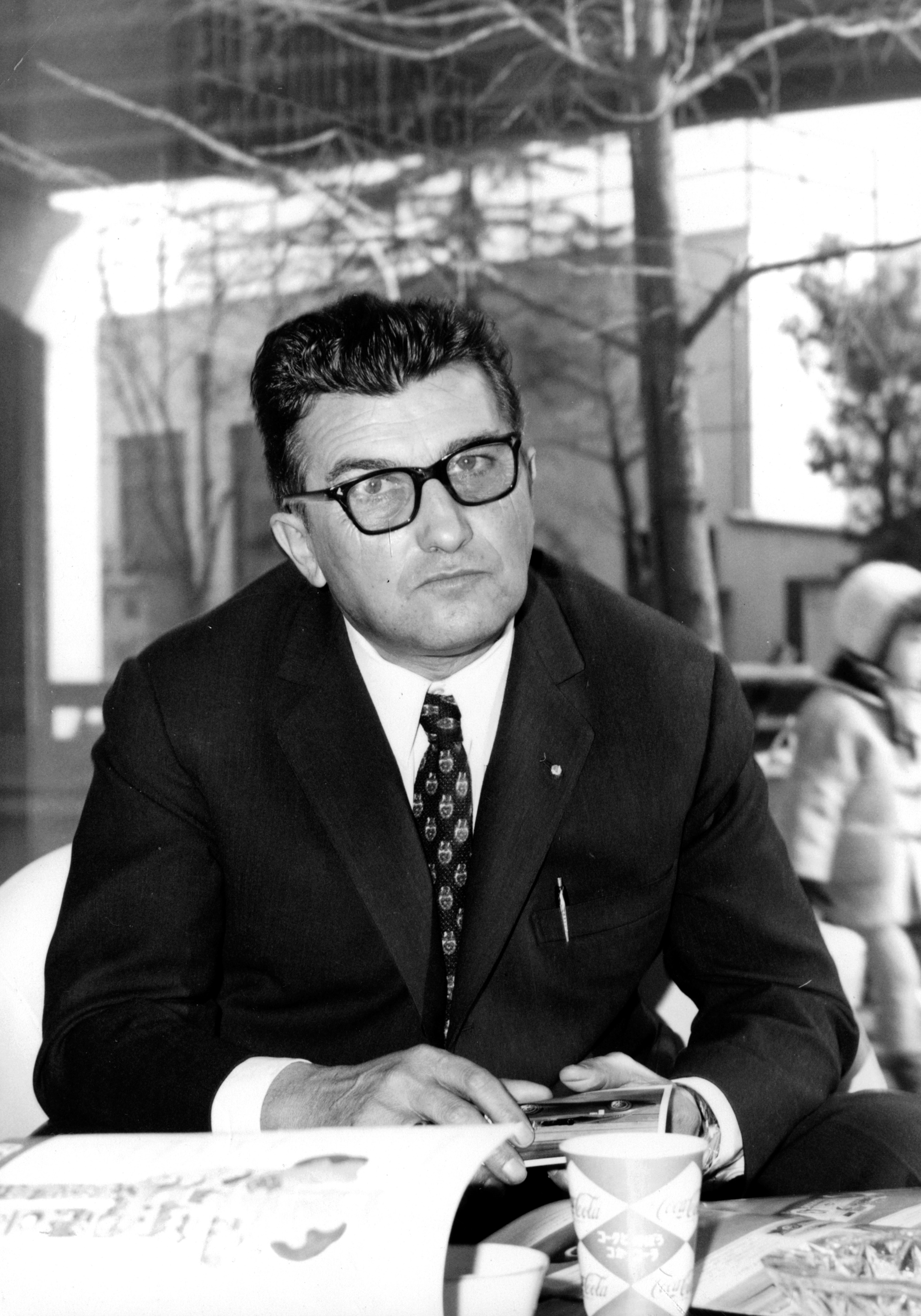
Ферруччо Ламборгіні
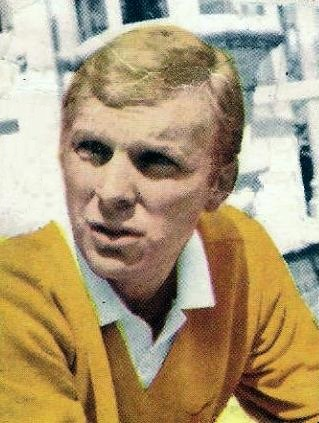
Боббі Мур
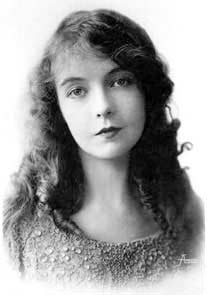
Ліліан Ґіш

## Березень
2 березня — Карлос Муньос Еспінальт, каталонський графолог, психолог і мислитель (*1920)
3 березня — Альберт Себін, американський педіатр, інфекціоніст, імунолог (*1906)
4 березня — Мігель де Моліна, іспанський співак (*1908)
4 березня — Томіслав Івчич, хорватський поп-співак, автор пісень і політик (*1953)
5 березня — Сиріл Коллар, французький кінорежисер, актор, письменник, музикант (*1957)
5 березня — Ганс Крістіан Блех, німецький актор кіно, сцени та телебачення (*1915)
9 березня — Сиріл Норткотт Паркінсон, британський військовий історик, письменник, драматург, журналіст (*1909)
10 березня — Ахмед Фуад Хасан, єгипетський музикант (*1928)
10 березня — Сутєєв Володимир Григорович, радянський письменник, художник-ілюстратор і режисер-мультиплікатор, сценарист (*1903)
11 березня — Мануел да Фонсека, португальський письменник і поет (*1911)
11 березня — Аліна Сенткевич, польська письменниця (*1907)
12 березня — Абдулла Гаїт, єгипетський актор (*1930)
12 березня — Ван Чжень, китайський політичний діяч, один із Восьми безсмертних Комуністичної партії Китаю (*1908)
12 березня — Лонні Фрізбі, американський харизматичний євангеліст (*1949)
13 березня — С. Боно, індонезійський актор (*1928)
13 березня — Хабіб Джаліб, пакистанський революціонер, поет і лівий політичний активіст (*1928)
14 березня — Мілютін Олександр Миколайович, радянський і український кіноактор (*1946)
14 березня — Ахмад Ебаді, іранський музикант і гравець на сетарі (*1906)
15 березня — Віктор Тайєр, ізраїльський громадський діяч, ресторатор, художник (*1931)
15 березня — Леннарт Гайланд, шведський телеведучий і журналіст (*1919)
16 березня — Мухаммад Хан Джунеджо, прем'єр-міністр Пакистану (1985—1988) (*1932)
16 березня — Наталья Коррейя, португальська письменниця, поетеса і політична діячка (*1923)
16 березня — Тісю Рю, японський актор (*1904)
16 березня — А.Н.М. Нуруззаман, бангладешський військовик (*1938)
16 березня — Гжегож Смоляр, польський комуністичний політик, журналіст і громадський діяч єврейського походження (*1905)
16 березня — Джованні Тесторі, італійський письменник, журналіст, поет, мистецтвознавець і літературний критик, драматург, сценарист, театральний режисер і художник (*1923)
17 березня — Гелен Гейс, американська акторка (*1900)
17 березня — Ахмед Луксар, єгипетський актор (*1921)
17 березня — Жан-Луї Фаржет, французький злочинець (*1948)
17 березня — Торстейн Трехолт, норвезький політик (*1911)
18 березня — Лео Мартін, фламандський артист (*1924)
19 березня — Аджубей Олексій Іванович, радянський журналіст, публіцист, головний редактор; зять Микити Хрущова (*1924)
19 березня — Маріо Альберто Кастаньо Моліна, колумбійський вбивця, терорист і торговець наркотиками (*1953)
20 березня — Полікарп Кущ, американський фізик українського походження, лауреат Нобелівської премії з фізики 1955 (*1911)
22 березня — Саміха Айверді, турецька письменниця (*1905)
23 березня — Бахрамов Тофік Бахрам-огли, азербайджанський радянський футбольний арбітр (*1929)
23 березня — Лю Хуанжун, тайванський злочинець (*1957)
26 березня — Рубен Файн, американський шахіст, шаховий теоретик, психолог (*1914)
27 березня — Вісент Андрес Естельес, іспанський журналіст і поет (*1924)
27 березня — Ташко Начич, сербський актор (*1934)
28 березня — Міклош Горті мол., син угорського регента адмірала Міклоша Горті, політик (*1907)
29 березня — Джессі, бразильський співак, автор пісень і музикант (*1952)
31 березня — Брендон Лі, американський актор, син Брюса Лі (*1965)

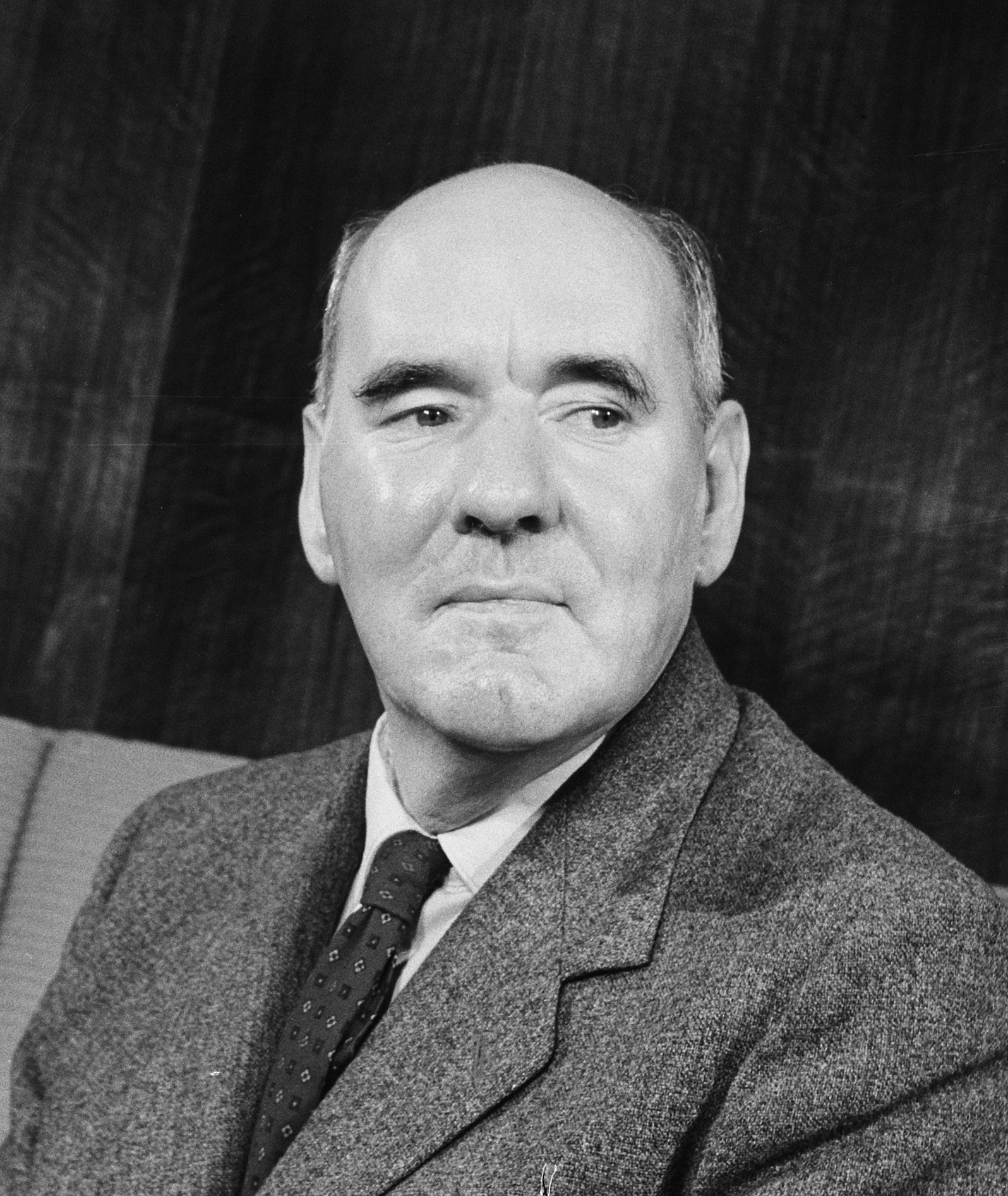
Сиріл Норткотт Паркінсон
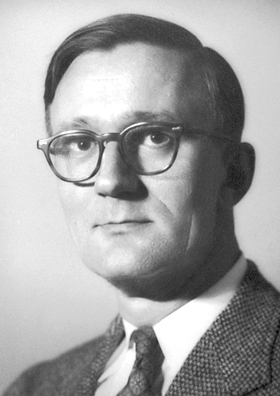
Полікарп Кущ
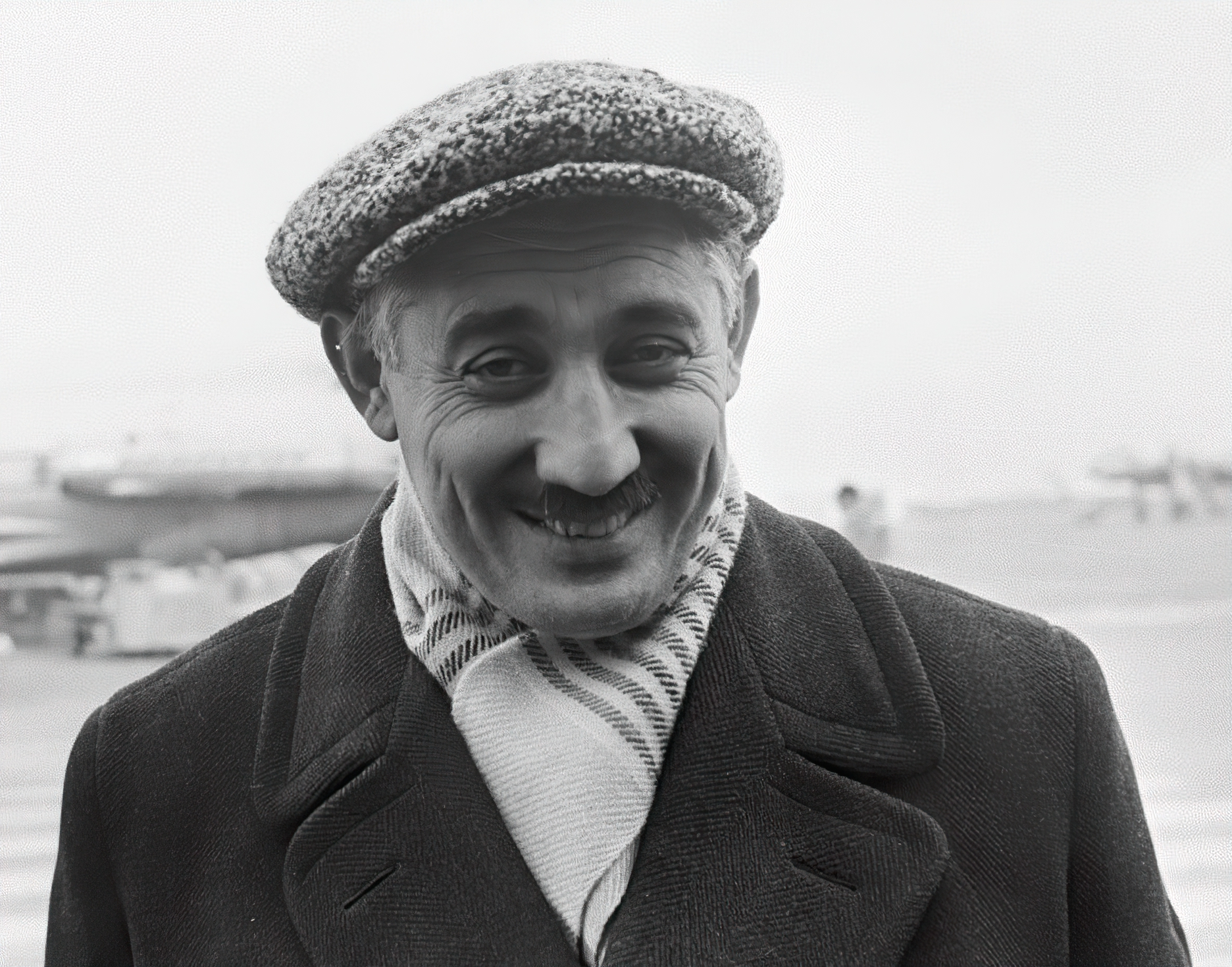
Тофік Бахрамов
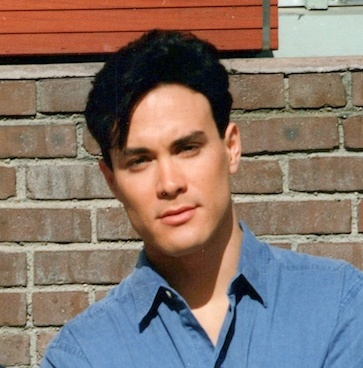
Брендон Лі

## Квітень
1 квітня — Хуан, граф Барселонський, іспанський інфант, син короля Альфонса ХІІІ, батько короля Хуана Карлоса І (*1913)
2 квітня — Абдул Рахім Сарбан, афганський співак (*1930)
3 квітня — Абдул Азім Абдул Хак, єгипетський кіноактор і композитор (*1905)
3 квітня — Едуардо Кабальєро Кальдерон, колумбійський журналіст і письменник (*1910)
3 квітня — Лазкао Цікі, баскський поет і музикант (*1926)
5 квітня — Дів'я Бхарті, індійська актриса (*1974)
5 квітня — Філіп Абер, французький політолог (*1958)
6 квітня — Чень Цзайдао, китайський генерал (НВАК) (*1909)
7 квітня — Аліреза Афзаліпур, іранський інженер, бізнесмен і філантроп (*1909)
8 квітня — Маріан Андерсон, американська співачка (*1897)
8 квітня — Куликовський-Романов Тихон Миколайович, син російської великої княгині Ольги Олександрівни, онук імператора Олександра III, племінник імператора Миколи II (*1917)
8 квітня — Столе Аранджелович, сербський кіноактор (*1930)
9 квітня — Йосип Бер Соловейчик, американський ортодоксальний рабин, талмудист і єврейський філософ (*1903)
9 квітня — Мортеза Авіні, іранський режисер-документаліст (*1947)
10 квітня — Кріс Гані, південноафриканський комуністичний політик, борець проти апартеїду (*1942)
10 квітня — Длугач Валерій Якович, радянський і російський кримінальний авторитет, один з лідерів московського злочинного світу, злодій у законі, лідер Бауманського ОЗУ (*1955)
10 квітня — Яап ван дер Гейден, голландський злочинець (*1946)
11 квітня — Дворжецький Вацлав Янович, радянський актор театру і кіно польського походження (*1910)
11 квітня — Набієв Рахмон Набійович, президент Таджикистану (1991—1992) (*1930)
11 квітня — Соепарджо Рустам, індонезійський військовик, політик і дипломат (*1926)
12 квітня — Рафаель Агілар Гуахардо, мексиканський наркобарон (*1950)
13 квітня — Цао Мат, в'єтнамський композитор (*1930)
14 квітня — Лі Цяньчен, китайський політик (*1909)
15 квітня — Джон Тузо Вільсон, канадський учений-геофізик і геолог (*1908)
16 квітня — Ларс Тінгстрем, шведський злочинець (*1934)
16 квітня — Малік Рам, індійський знавець урду, перської та арабської мов (*1906)
16 квітня — Сутан Мохаммад Амін Насутіон, індонезійський юрист і політик походженням із аче-мандайлінгів (*1904)
17 квітня — Крюков Микола Миколайович, радянський, російський актор театру і кіно (*1915)
17 квітня — Тургут Озал, президент Туреччини (1989—1993), прем'єр-міністр Туреччини (1983—1989) (*1927)
17 квітня — Гамаль Хамдан, єгипетський учений-географ (*1928)
18 квітня — Вернер Похат, австрійський кіноактор (*1939)
18 квітня — Масахіко Кімура, японський дзюдоїст і професійний борець (*1917)
19 квітня — Девід Кореш, американський релігійний діяч, лідер секти «Гілка Давидова» (*1959)
19 квітня — Лі Вон Сун, південнокорейський борець за незалежність Кореї, підприємець, політик і громадський активіст (*1890)
20 квітня — Кантінфлас, мексиканський комічний актор, сценарист і продюсер (*1911)
20 квітня — Пилипенко Анатолій Терентійович, український хімік-аналітик (*1914)
20 квітня — Антоніо Белло, італійський католицький прелат (*1935)
20 квітня — Хайралла Талфа, іракський партійний чиновник, родич Саддама Хусейна (*1919)
22 квітня — Луїс Бельтран Прієто Фігероа, венесуельський політик (*1902)
23 квітня — Бертус Ааф'єс, нідерландський поет (*1914)
23 квітня — Гвідо Карлі, італійський банкір, економіст і політик (*1914)
23 квітня — Сезар Чавес, американський робітничий лідер і борець за громадянські права (*1927)
24 квітня — Олівер Тамбо, південноафриканський політик, борець проти апартеїду (*1917)
24 квітня — Густл Байрхаммер, німецький (баварський) актор (*1922)
24 квітня — Тран Дук Тхао, в'єтнамський філософ (*1917)
25 квітня — Жеральдо Дель Рей, бразильський актор (*1930)
25 квітня — Курт Вернер Віхманн, німецький серійний вбивця (*1949)
28 квітня — Гризодубова Валентина Степанівна, радянська льотчиця (*1909)
28 квітня — Джим Вальвано, американський баскетболіст, тренер (*1946)
28 квітня — Момчило Гаврич, наймолодший сербський солдат Першої світової війни (*1906)
28 квітня — Чон Сан Бьон, південнокорейський письменник (*1930)
29 квітня — Мік Ронсон, англійський музикант, автор пісень, аранжувальник і продюсер (*1946)
30 квітня — Маріо Еварісто, аргентинський футболіст (*1908)

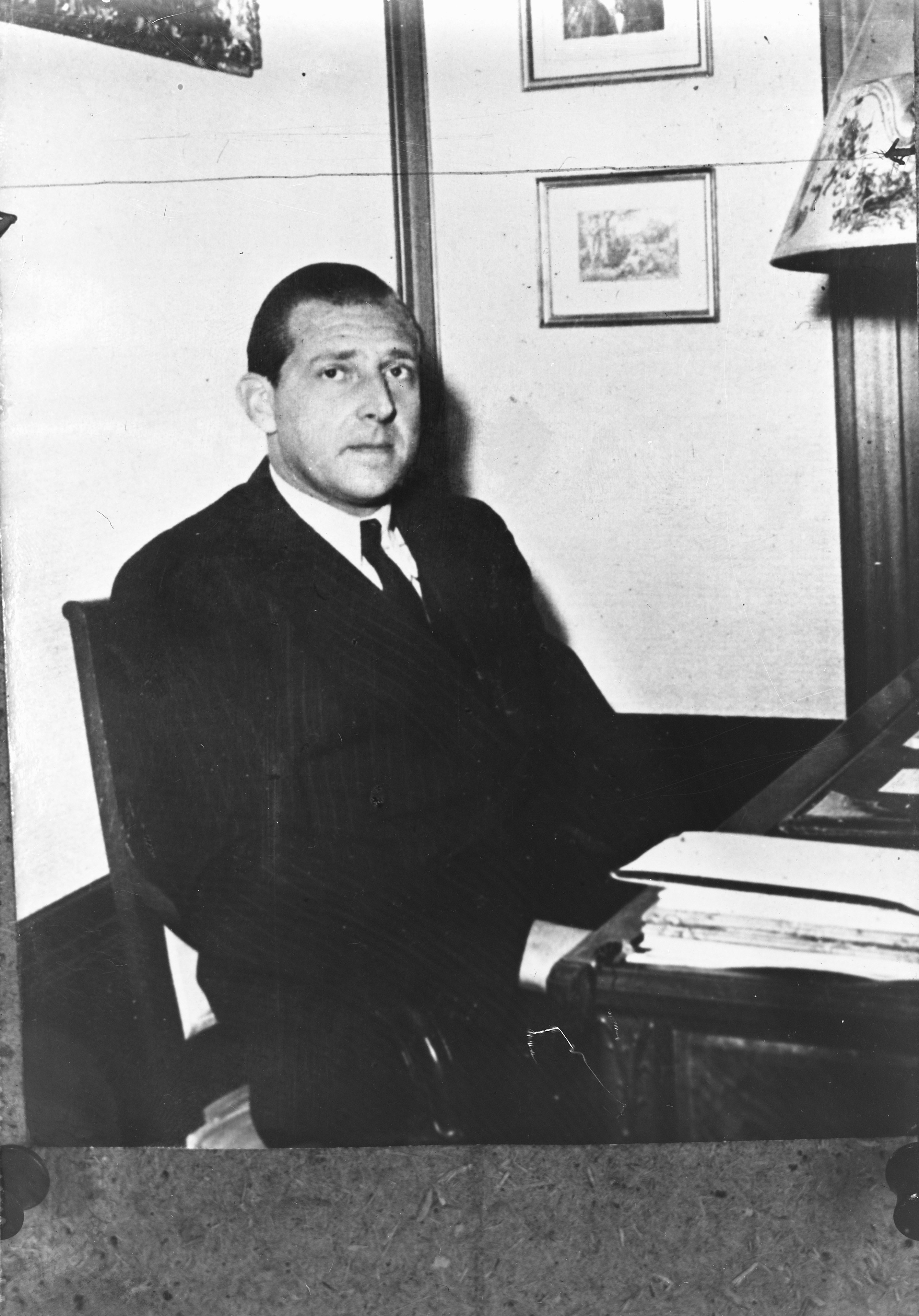
Хуан, граф Барселонський
Дів'я Бхарті
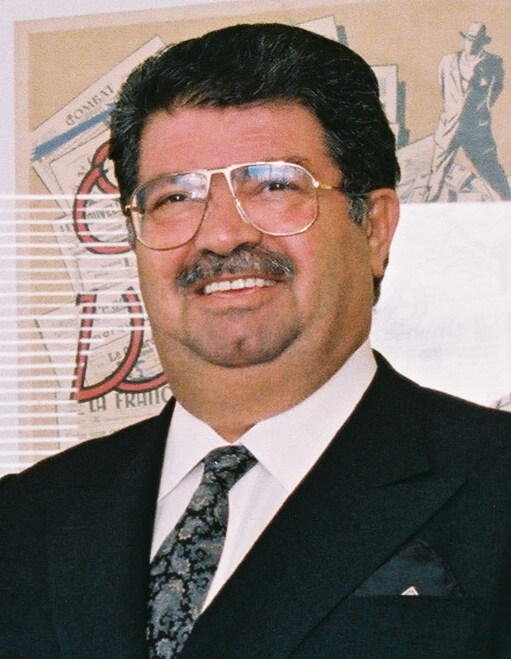
Тургут Озал
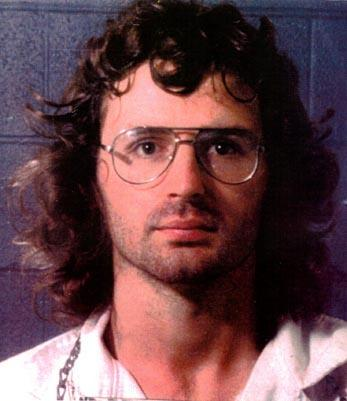
Девід Кореш
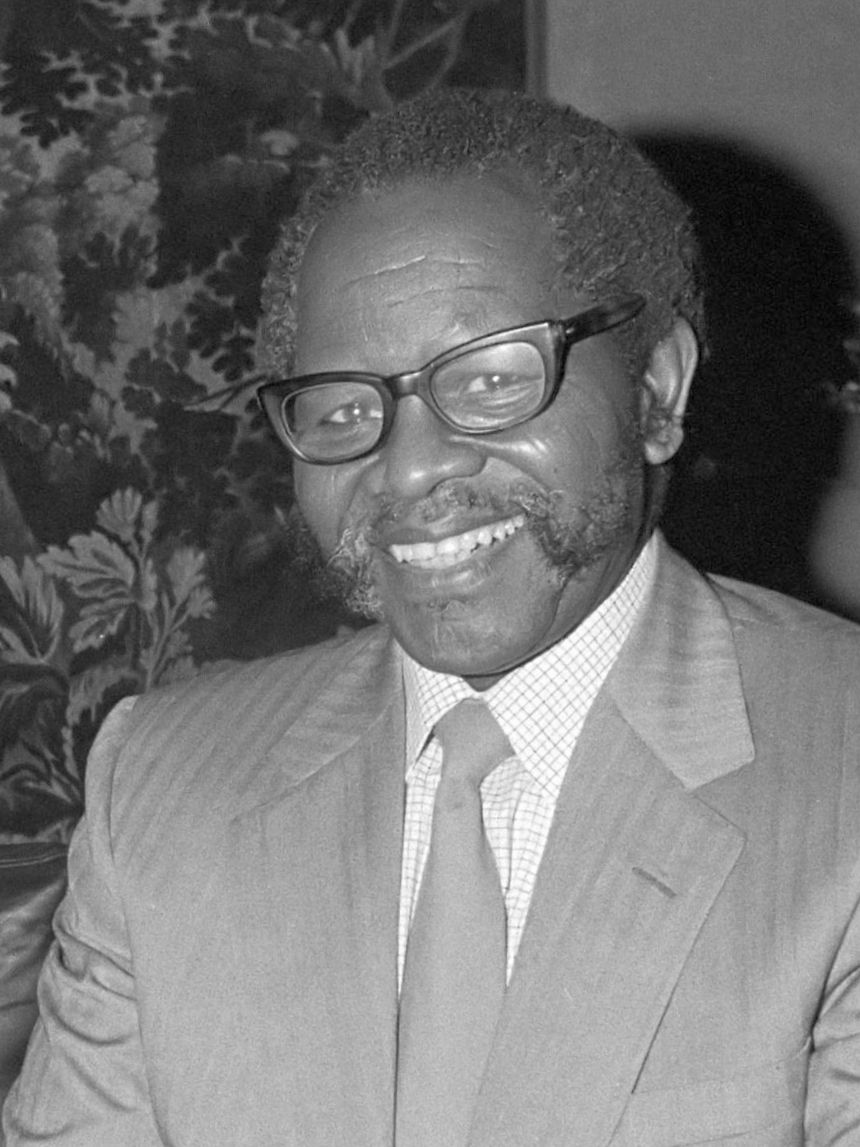
Олівер Тамбо
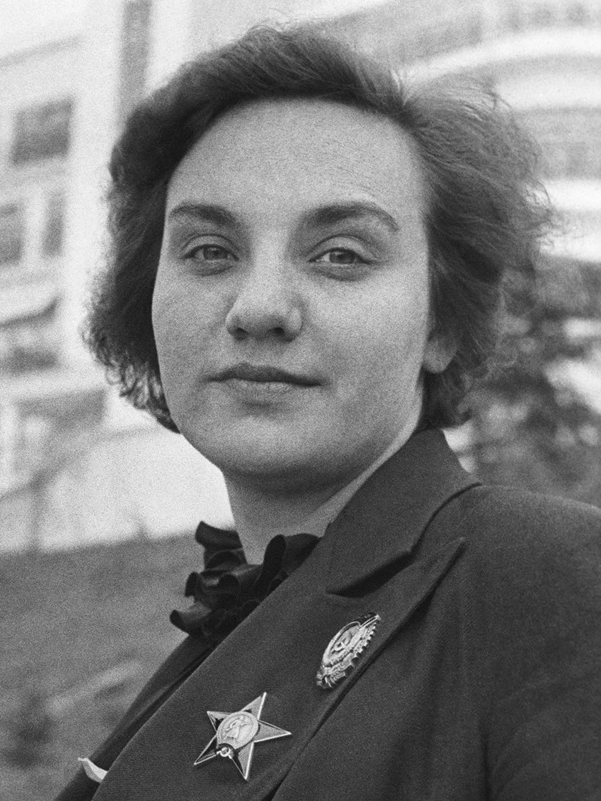
Валентина Гризодубова
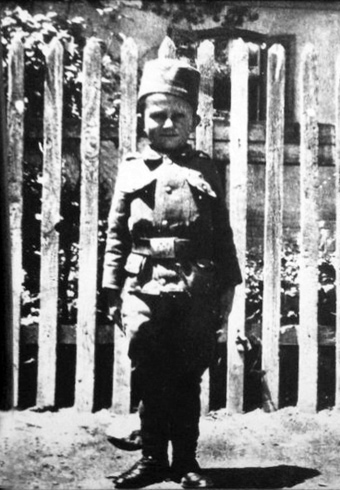
8-річний Момчило Гаврич

## Травень
1 травня — П'єр Береговуа, прем'єр-міністр Франції в 1992—1993 роках (*1923)
1 травня — Ранасінгхе Премадаса, прем'єр-міністр Шрі-Ланки з 1978 до 1989, президент Шрі-Ланки з 1989 до 1993 р. (*1924)
2 травня — Лапиков Іван Герасимович, радянський і російський актор театру і кіно (*1922)
2 травня — Армандо Богус, бразильський актор (*1930)
3 травня — Роберт де Ніро ст., американський художник-абстракціоніст-експресіоніст, батько актора Роберта Де Ніро (*1922)
3 травня — Сабах Мохсен Мухаммед, іракський співак (*1946)
8 травня — Дебіпрасад Чаттопадхяя, індійський філософ-марксист (*1918)
8 травня — Марсіна, індонезійська профспілкова діячка (*1969)
10 травня — Хала Фуад, єгипетська акторка кіно та телебачення (*1958)
12 травня — Едда Зайппель, німецька актриса (*1919)
13 травня — Вольфганг Лотц, ізраїльський шпигун у Єгипті у 1960-х роках (*1921)
14 травня — Патрік Хемерс, бельгійський злочинець (*1952)
15 травня — Ковальська Світлана Володимирівна, директор заводу залізобетонних конструкцій № 3 ДБК-1, на честь якої названа промислово-будівельна група «Ковальська» (*1938)
15 травня — Барбара Космаль, польська кіноактриса і фотомодель, донька акторки Барбари Брильської (*1973)
15 травня — К.М. Каріаппа, індійський військовик і дипломат, головнокомандувач індійської армії (*1899)
17 травня — Мадан Бхандарі, непальський політик (*1951)
17 травня — Хана Баблі, ізраїльська скрипалька і фахівчиня з етикету (*1901)
18 травня — Кім Хі Гап, південнокорейський актор (*1923)
20 травня — Гординський Святослав Ярославович, український художник, графік, мистецтвознавець, поет, перекладач, редактор та журналіст (*1906)
21 травня — Джон Фрост, британський воєначальник (*1912)
22 травня — Мігель Спіна, бразильський старійшина християнської конгрегації та бізнесмен італійського походження (*1910)
23 травня — Зайнаб Седкі, єгипетська актриса турецького походження (*1895)
24 травня — Хуан Хесус Посадас Окампо, архієпископ Католицької церкви в Мексиці (*1926)
25 травня — Хорія Сіма, ультраправий румунський політичний діяч (*1907)
25 травня — Франсіско Соуза Таварес, португальський юрист, журналіст і політик (*1920)
27 травня — Вернер Штокер, німецький актор (*1955)
27 травня — Рані Беґум, пакистанська актриса (*1946)
30 травня — Сан Ра, американський джазовий музикант та композитор (*1914)

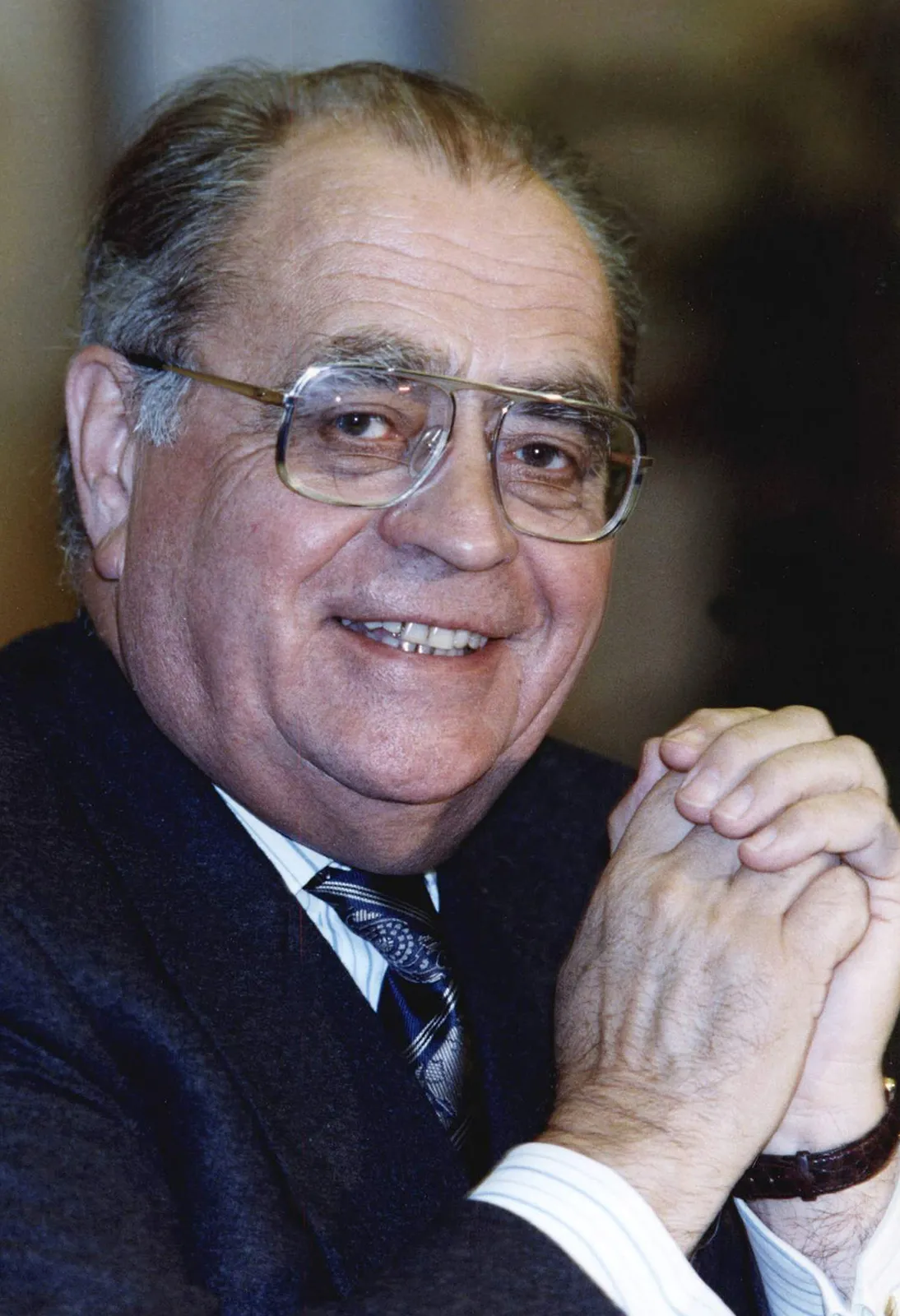
П'єр Береговуа
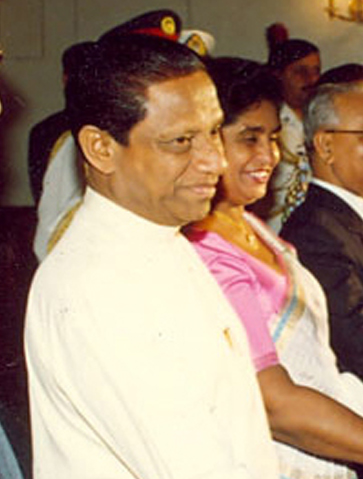
Ранасінгхе Премадаса
Світлана Ковальська
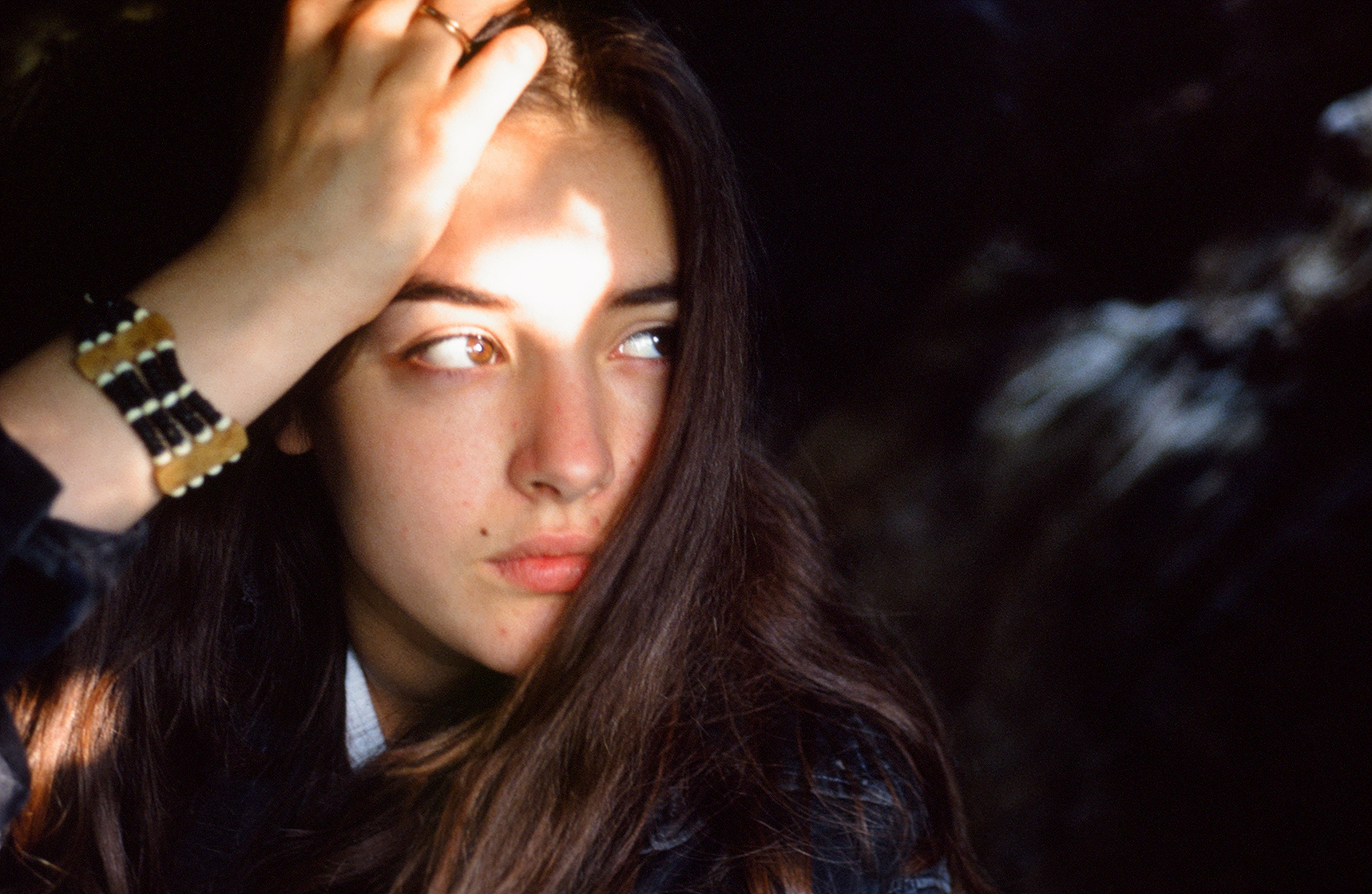
Барбара Космаль

## Червень
3 червня — Іванова Анастасія Семенівна, радянська та російська актриса театру та кіно (*1958)
4 червня — Мілляр Георгій Францевич, радянський і російський актор (*1903)
5 червня — Конвей Твітті, американський співак і автор пісень (*1933)
5 червня — Хамім Тохарі Джазулі, індонезійський улем (*1940)
6 червня — Леон Козьмінський, польський економіст, академік, лейтенант Армії Крайової, учасник Варшавського повстання та професор Варшавської школи економіки (*1904)
6 червня — Пітер Тазелаар, учасник голландського руху опору під час Другої світової війни (*1920)
7 червня — Дражен Петрович, югославський і хорватський баскетболіст (*1964)
7 червня — Тайяб Шах, пакистанський мусульманський суфійський діяч (*1916)
8 червня — Рене Буске, французький політик і чиновник (*1909)
10 червня — Зеленський Семен Іванович, радянський військовик, дід президента України Володимира Зеленського (*1924)
10 червня — Леслі Доусон, англійський комік, актор, письменник, ведучий і піаніст (*1931)
11 червня — Мстислав (Скрипник), Патріарх Київський і всієї України УАПЦ (*1898)
12 червня — Мелконян Монте Чарльзович, вірменський військовик (*1957)
12 червня — Мануель Саммерс, іспанський кінорежисер, сценарист і актор (*1935)
15 червня — Джеймс Гант, британський автогонщик Формули-1 (*1947)
15 червня — Джон Конналлі, американський політик (*1917)
18 червня — Гончар Іван Макарович, український радянський скульптор, графік, маляр, фольклорист, етнограф, колекціонер (*1911)
19 червня — Вільям Ґолдінґ, англійський письменник, лауреат Нобелівської премії з літератури 1983 (*1911)
20 червня — Дьєрдь Шароші, угорський футболіст сербського походження, футбольний тренер (*1912)
20 червня — Нгуєн Гіа Трі, в'єтнамський художник (*1908)
22 червня — Пет Ніксон, перша леді США з 1969 по 1974, дружина президента США Річарда Ніксона (*1912)
23 червня — Зюлкіфлі Лубіс, індонезійський військовик (*1923)
23 червня — Сво Раф, кримінальний авторитет, злодій у законі вірменського походження (*1930)
26 червня — Віллі ван Хемерт, нідерландський актор, режисер театру та телебачення, автор пісень (*1912)
27 червня — Вольфганг Грамс, член Фракції Червоної Армії, німецької ультралівої бойової організації (*1953)
27 червня — Лейла Аль-Аттар, іракська художниця (*1944)
28 червня — GG Allin, американський рок-музикант (*1956)
28 червня — Борис Христов, болгарський оперний співак (*1914)
28 червня — Гудрун Брост, шведська актриса (*1910)
28 червня — Діді Переґо, італійська актриса (*1935)
29 червня — Ектор Лаво, американський співак (*1946)
29 червня — Антоніо Баду, мексиканський кіноактор і продюсер (*1914)
29 червня — Коу Шіюань, тайванський протестанський місіонер (*1920)
30 червня — Бат Мухтар, індонезійський художник (*1930)
30 червня — Вонг Ка Куй, гонконгський музикант, співак і автор пісень (*1962)

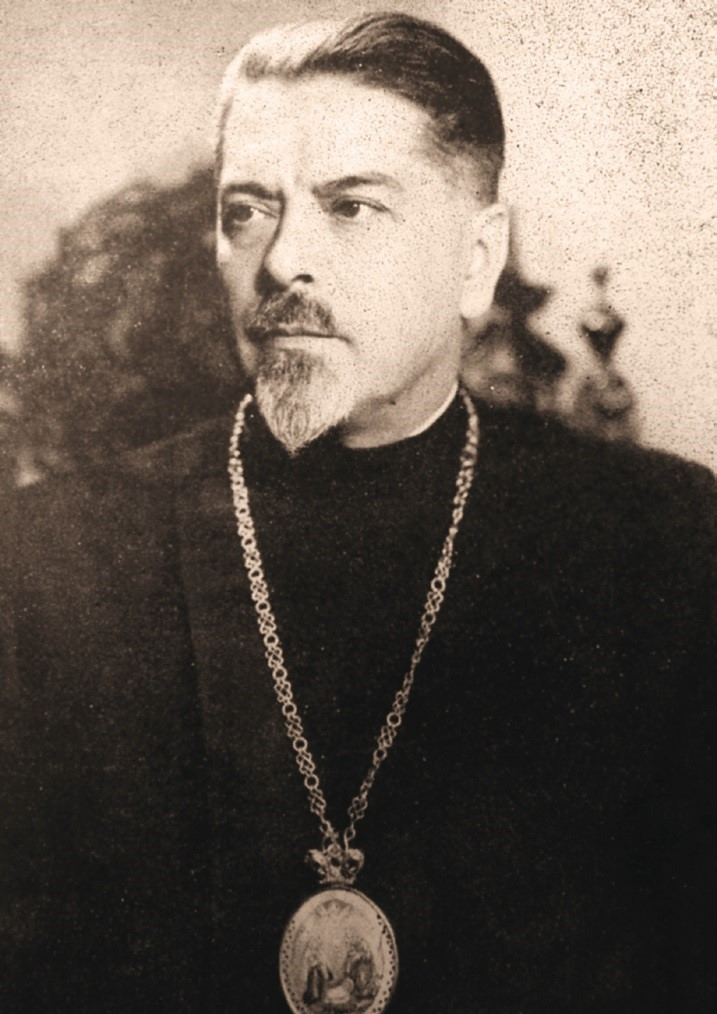
Мстислав (Скрипник)
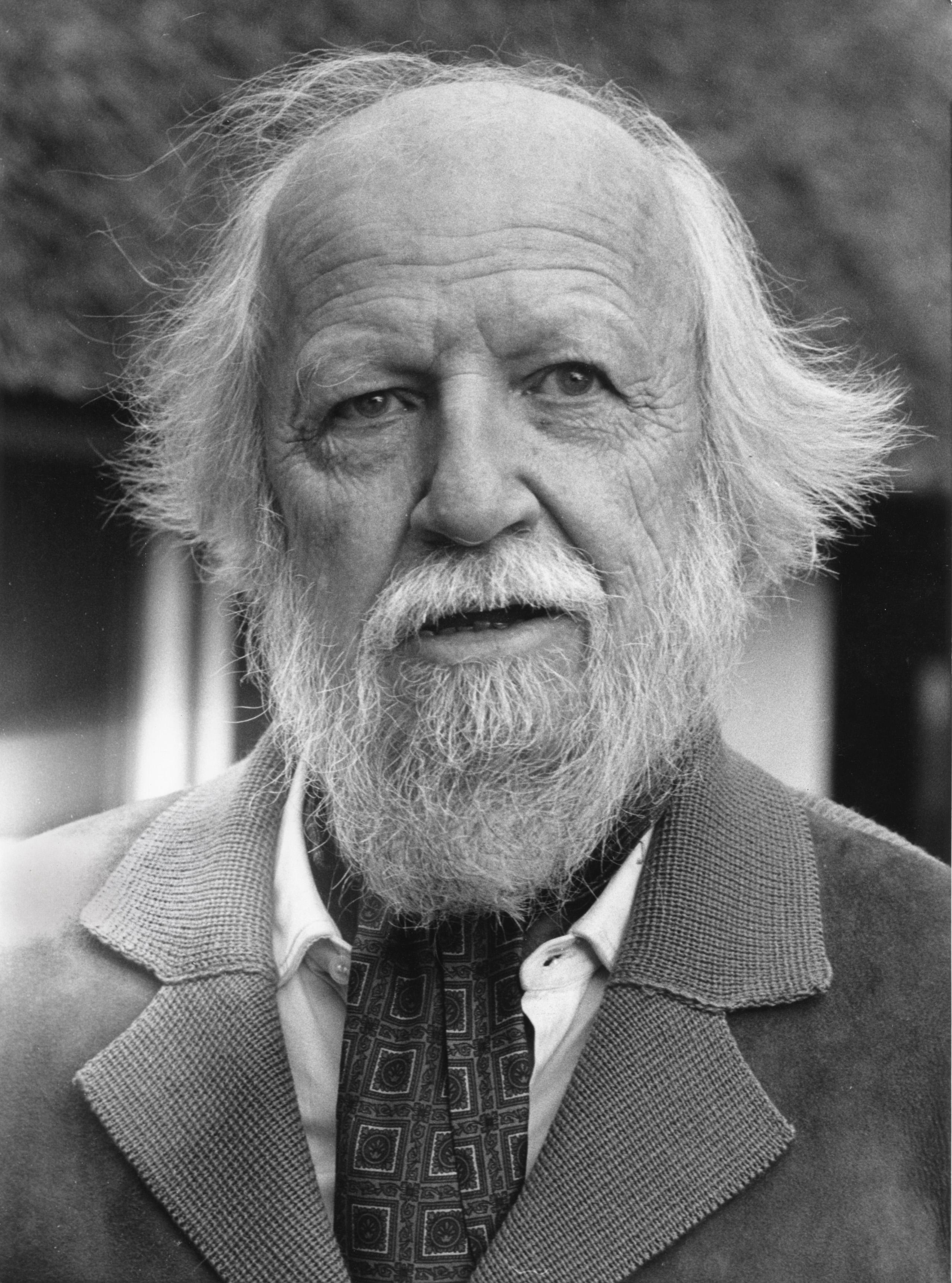
Вільям Ґолдінґ

## Липень
1 липня — Чжан Жун, тайванська актриса (*1969)
2 липня — Фред Гвінн, американський актор, художник, автор (*1926)
2 липня — убиті під час різанини в Сівасі:
- Хасрет Гюльтекін[en], турецький музикант і поет (*1971)
- Несімі Чімен[en], турецький народний співак і поет (*1931)
- Мухліс Акарсу[en], турецький фольк-співак і гравець на багламі (*1948)
- Метін Алтиок[en], турецький поет (*1941)
- Асім Безірчі[en], турецький критик, письменник і поет (*1927)

3 липня — Джо ДеРіта, американський актор і комік (*1909)
4 липня — Енн Ширлі, американська акторка (*1918)
5 липня — Калі Банерджі, індійський актор (*1921)
7 липня — Міа Сапата, американська музикантка, вокалістка панк-групи The Gits (*1965)
7 липня — Рифат Ілгаз, турецький педагог, письменник і поет (*1911)
8 липня — Генрі Гацліт, американський журналіст, який писав про бізнес та економіку (*1894)
8 липня — Ю Давей, військовик і урядовець Республіки Китай (*1897)
9 липня — Чернявський Микита Антонович, український радянський поет, прозаїк, журналіст (*1920)
10 липня — Арман Вакерен, французький гравець у регбі (*1951)
10 липня — Масудзі Ібусе, японський письменник (*1898)
10 липня — Петер Кун, угорський хардрок-гітарист (*1967)
12 липня — Жак Шазо, французький танцюрист і світська особа (*1928)
12 липня — Міхал Голєневський, офіцер польської розвідки, шпигун, потрійний агент (*1922)
12 липня — Саїд Нурул Хасан, індійський історик і державний діяч (*1921)
12 липня — Сайфуддін Саїф, пакистанський лірик, поет, кінопродюсер, режисер (*1922)
13 липня — Дональд Слейтон, астронавт США (*1924)
13 липня — Васильєв Володимир Петрович, радянський актор театру і кіно (*1934)
13 липня — Юрген Фроріп, німецький актор (*1928)
14 липня — Лео Ферре, монегаський поет і композитор французького походження (*1916)
15 липня — Кларенс Зенер, американський фізик (*1905)
18 липня — Аврі Елад, емісар ізраїльської розвідки в Єгипті (*1925)
18 липня — Жан Негулеско, румунсько-американський кінорежисер і сценарист (*1900)
20 липня — Вінс Фостер, американський адвокат (*1945)
20 липня — Цунемі Цуда, японський бейсболіст (*1960)
23 липня — Рауль Ґардіні, італійський підприємець і агроном (*1933)
23 липня — Джеймс Р. Джордан ст., батько баскетболіста Майкла Джордана (*1936)
23 липня — Луїс де Сттау Монтейро, португальський письменник (*1926)
23 липня — Саад бін Абдулазіз Аль Сауд, член дому Саудів (*1915)
25 липня — Маргарет Кемпбелл, герцогиня Аргайл, шотландська спадкоємиця, світська левиця та аристократка (*1912)
25 липня — Франсіс Буйґ, французький бізнесмен і кінопродюсер (*1922)
26 липня — Метью Ріджвей, американський воєначальник, верховний головнокомандувач об'єднаних сил ООН та США під час Корейської війни (*1895)
27 липня — Реджі Льюїс, американський баскетболіст (*1965)
28 липня — Герберт Йокс, нідерландський актор і співак (*1915)
28 липня — Джемаль Маданоглу, турецький військовик (*1907)
29 липня — С. Багіо, індонезійський комік і актор (*1933)
30 липня — Едвард Бернард Рачинський, польський політик, дипломат, письменник, президент Польщі (у вигнанні) в 1979—1986 р. (*1891)
30 липня — Paulette, бразильський актор, танцюрист і комік (*1952)
31 липня — Бодуен I, король Бельгії з 1951 р. (*1930)
31 липня — Азам Чишті, пакистанський поет і автор пісень (*1921)

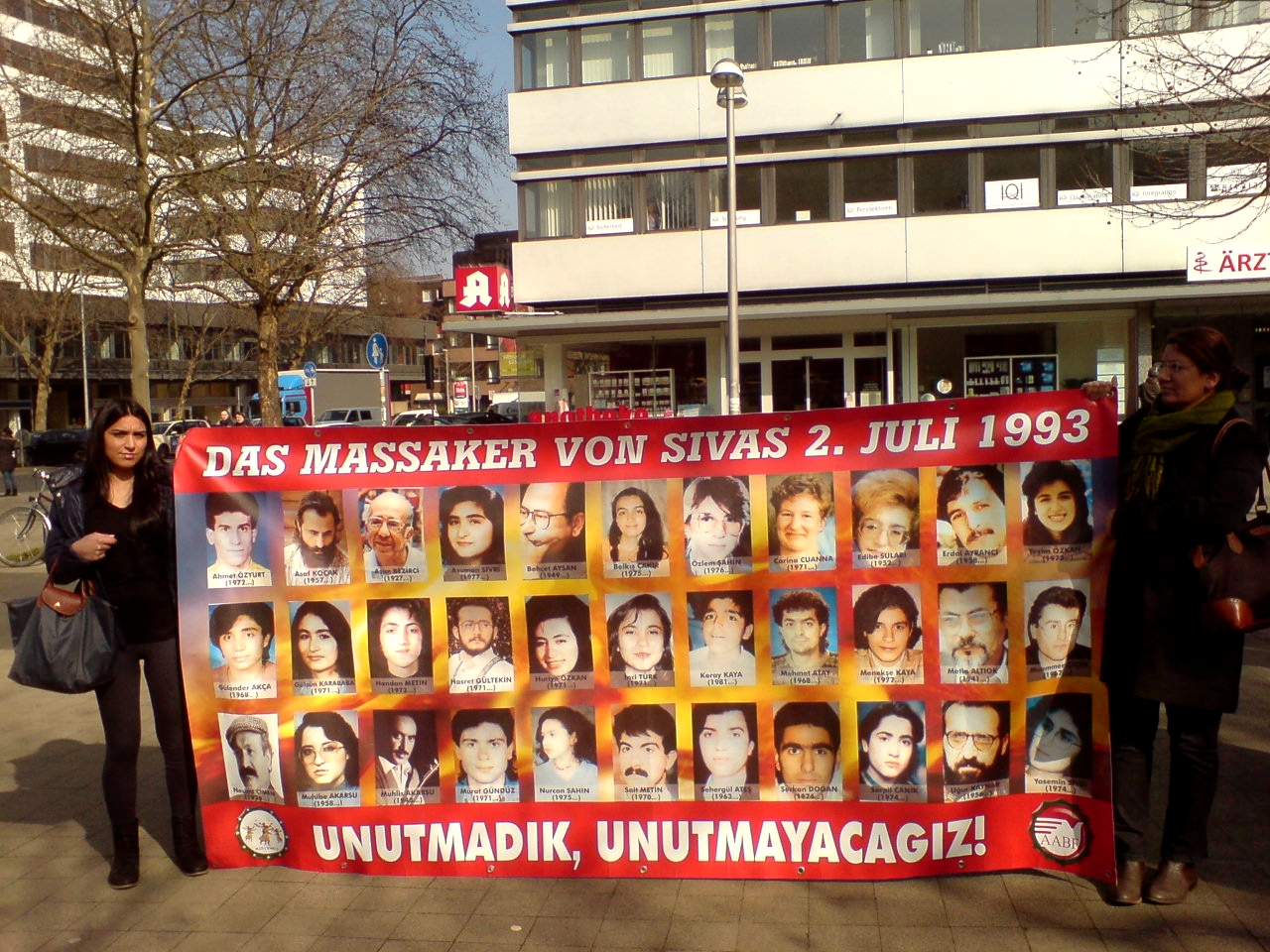
Жертви різанини в Сівасі
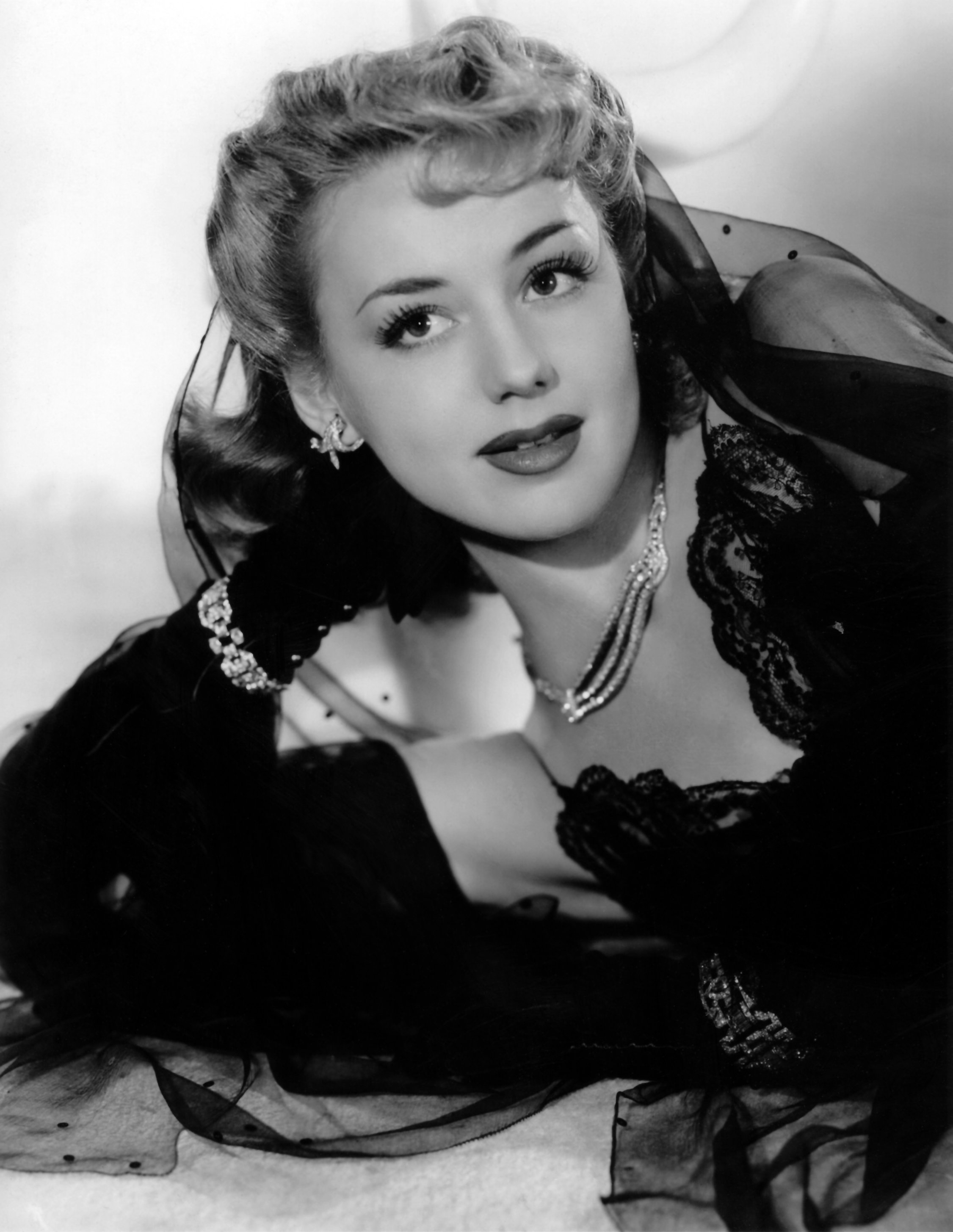
Енн Ширлі
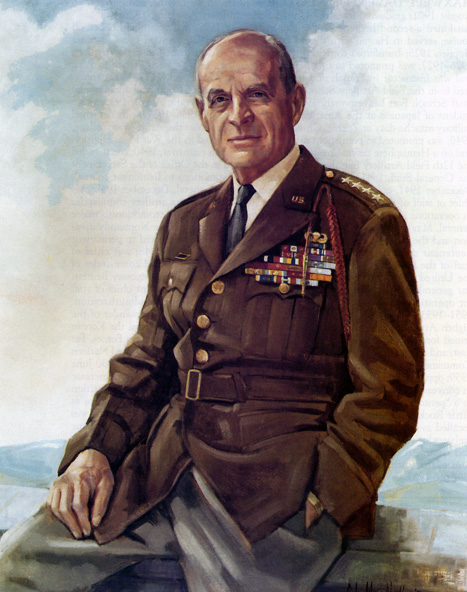
ген. Метью Ріджвей
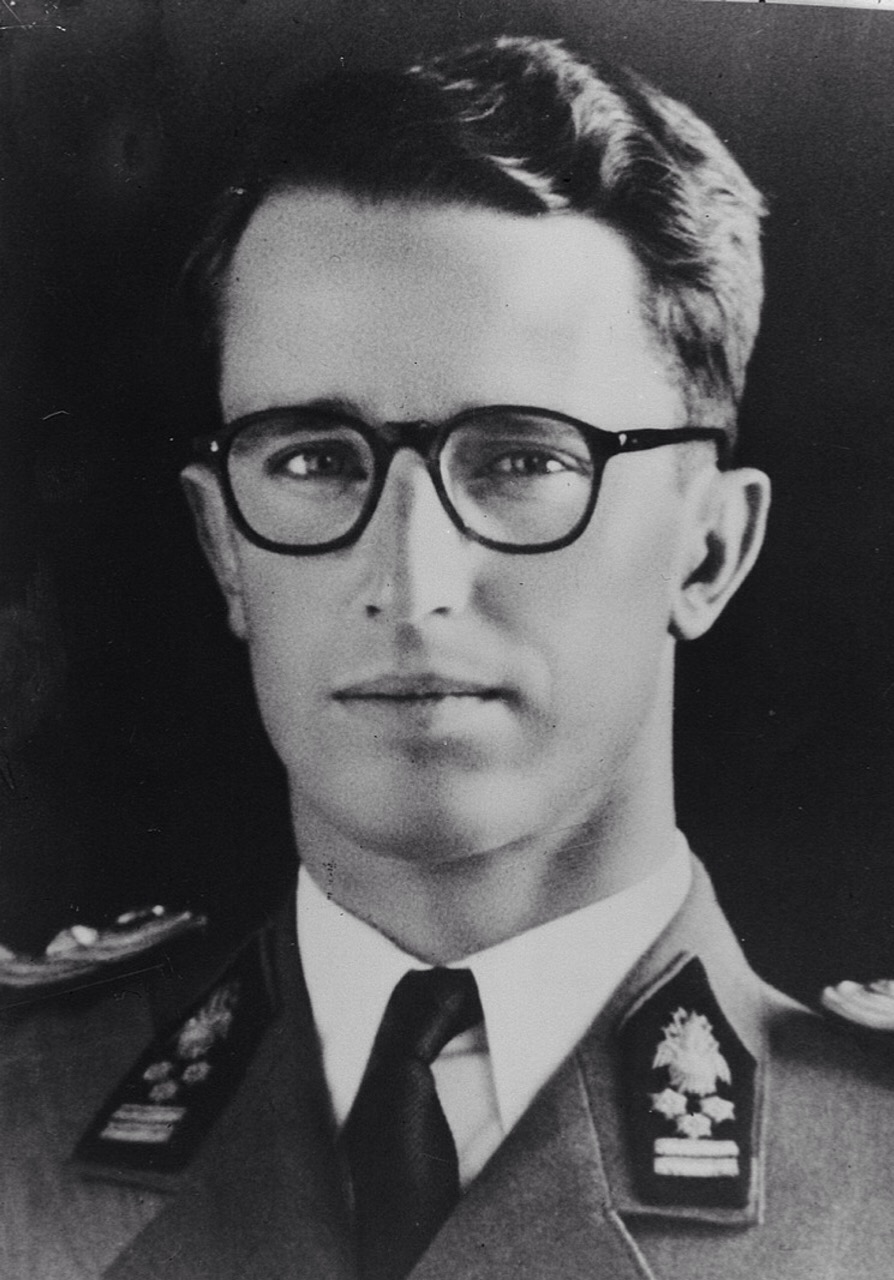
король Бодуен I

## Серпень
2 серпня — Камал Мітра, індійський актор (*1912)
2 серпня — Януш Сідло, польський метальник списа (*1933)
3 серпня — Чен Вей-юань, тайванський політик (*1913)
5 серпня — Ромоданов Андрій Петрович, український нейрохірург, нейроонколог (*1920)
6 серпня — Квантрішвілі Аміран Віталійович, московський кримінальний авторитет, брат Отарі Квантрішвілі (*1944)
6 серпня — Нора Калді, угорська акторка (*1943)
9 серпня — Єлена Фабріці, італійська актриса і телеведуча (*1915)
9 серпня — Чен Ча, тайванський бізнесмен (*1897)
10 серпня — Веклич Володимир Пилипович, український науковець у галузі міського електричного транспорту (*1938)
10 серпня — Євронімус, норвезький метал-музикант (*1968)
10 серпня — Єва Ольмерова, чеська поп- та джазова співачка (*1934)
11 серпня — Абхі Бхаттачар'я, індійський актор Боллівуду і Толлівуду (*1921)
11 серпня — Брам Пракаш, індійський політик (*1918)
11 серпня — Кім Дже Гі, південнокорейський рок-вокаліст (*1968)
13 серпня — Анджей Стокінґер, польський актор і співак (*1928)
14 серпня — Їржі Адаміра, чеський актор (*1926)
15 серпня — Абдулла Аль-Хулайфі, імам Великої мечеті Мекки (*1915)
16 серпня — Абд аль-А'ла ас-Сабзіварі, ірано-іракський сеїд, великий аятола, марджа ат-таклід (*1910)
16 серпня — Стюарт Грейнджер, британський кіноактор (*1913)
18 серпня — Крістофер Маккендлесс, американський мандрівник (*1968)
18 серпня — Кассіано Габус Мендес, бразильський радіоведучий і сценарист (*1927)
19 серпня — Салах Джадид, сирійський військовий, державний діяч, фактичний керівник Сирії у 1966—1970 р. (*1926)
19 серпня — Утпал Датт, індійський актор, режисер і письменник-драматург (*1929)
21 серпня — Ітіро Фудзіяма, японський співак і композитор (*1911)
21 серпня — Чан Хуу Дук, в'єтнамський політик (*1910)
22 серпня — Касді Мербах, прем'єр-міністр Алжиру у 1988—1989 р. (*1938)
22 серпня — Кунаєв Дінмухамед Ахмедович, радянський державний і суспільний діяч, перший секретар ЦК Компартії Казахської РСР з 1960 по 1962 і з 1964 по 1986 р. (*1912)
22 серпня — Офіра Навон, дружина п'ятого президента Ізраїлю Іцхака Навона (*1936)
22 серпня — Тавіньо Фіальо, бразильський басист і композитор (*1960)
24 серпня — Саїд Соеканто Тьокродіатмоджо, перший начальник Національної поліції Індонезії, національний герой (*1908)
26 серпня — Рейма Пієтіля, фінський архітектор (*1923)
26 серпня — Рой Реймонд, американський бізнесмен, засновник Victoria's Secret (*1947)
27 серпня — Хіроші Ямамото, японський якудза (*1925)
28 серпня — Едвард Томпсон, англійський історик, публіцист, літератор, соціаліст-теоретик (*1924)
28 серпня — Бьон Йон Хун, південнокорейський актор (*1962)
29 серпня — Кірсті Ортола, фінська акторка (*1924)
30 серпня — Мілош Жутич, сербський актор (*1939)
30 серпня — Річард Джордан, американський актор (*1937)
31 серпня — Зігфрід Шюренберг, німецький актор (*1900)

## Вересень
3 вересня — Жозеп Марія де Порчолес і Коломер, мер Барселони з 1957 по 1973 р. (*1904)
4 вересня — Ерве Вільшез, французький актор і художник (*1943)
5 вересня — Пек Ту Джин, прем'єр-міністр Південної Кореї (1952—1954, 1970—1971) (*1908)
5 вересня — Поплавський Вадим Теодорович, український комік, учасник комік-трупи «Маски» (*1959)
5 вересня — Мухаммед Аль-Харафі, кувейтський політик і бізнесмен (*1919)
5 вересня — Рене Клайн, нідерландський співак та модель (*1962)
5 вересня — Самім Коджаґез, турецький письменник (*1916)
5 вересня — Тан Чжиган, тайванський артист (*1975)
5 вересня — Цвєтаєва Анастасія Іванівна, російська письменниця і мемуаристка, молодша сестра Марини Цвєтаєвої (*1894)
7 вересня — Барбу Еуджен, румунський письменник (*1924)
8 вересня — Закі Нагіб Махмуд, єгипетський інтелектуал і мислитель (*1905)
9 вересня — Моріс Ямеого, перший президент (з 1960 до 1966 року) Верхньої Вольти (нині Буркіна-Фасо) (*1921)
10 вересня — Йозеф Одложил, чехословацький легкоатлет (*1938)
10 вересня — Хаджіме Хана, японський актор (*1930)
12 вересня — Реймонд Берр, канадсько-американський актор (*1917)
12 вересня — Баліг Хамді, єгипетський композитор (*1931)
13 вересня — Мозолевський Борис Миколайович, український археолог і поет (*1936)
14 вересня — Мірна Лой, американська акторка (*1905)
15 вересня — Семенов Юліан Семенович, російський радянський письменник, сценарист, поет, журналіст (*1931)
15 вересня — Едмондо Бернакка, італійський військовик і метеоролог (*1914)
15 вересня — Піно Пуглізі, італійський римо-католицький священик, убитий мафією (*1937)
16 вересня — Орлова Віра Марківна, радянська російська актриса театру і кіно (*1918)
16 вересня — Ліберті Манік, індонезійський композитор і викладач музики (*1924)
18 вересня — Асіт Сен, індійський кінорежисер (*1917)
18 вересня — Ніда Туфекчі, турецький виконавець народної музики (*1929)
20 вересня — Еріх Альфред Гартманн, німецький льотчик-ас, що вважається найуспішнішим пілотом-винищувачем за всю історію авіації (*1922)
23 вересня — Матла Зиновій Антонович, діяч ОУН, крайовий провідник ОУН у Дніпропетровську (1941—1942) (*1910)
24 вересня — Понтекорво Бруно Максимович, італійський та радянський фізик-ядерник (*1913)
24 вересня — Ян Стюарт Дональдсон, британський музикант і прихильник неонацизму (*1957)
24 вересня — До Дук Дук, в'єтнамський революційний інтелектуал, журналіст, перекладач, дослідник літератури, політик (*1915)
26 вересня — Берберова Ніна Миколаївна, російська письменниця (*1901)
27 вересня — Джеймс Дуліттл, американський воєначальник (*1896)
28 вересня — Чандрашехар Дубей, індійський актор і радіоведучий (*1924)
29 вересня — Влодзімєж Скочилас, польський актор (*1923)
29 вересня — Гулам Хайдер Вайн, пакистанський політик (*1940)

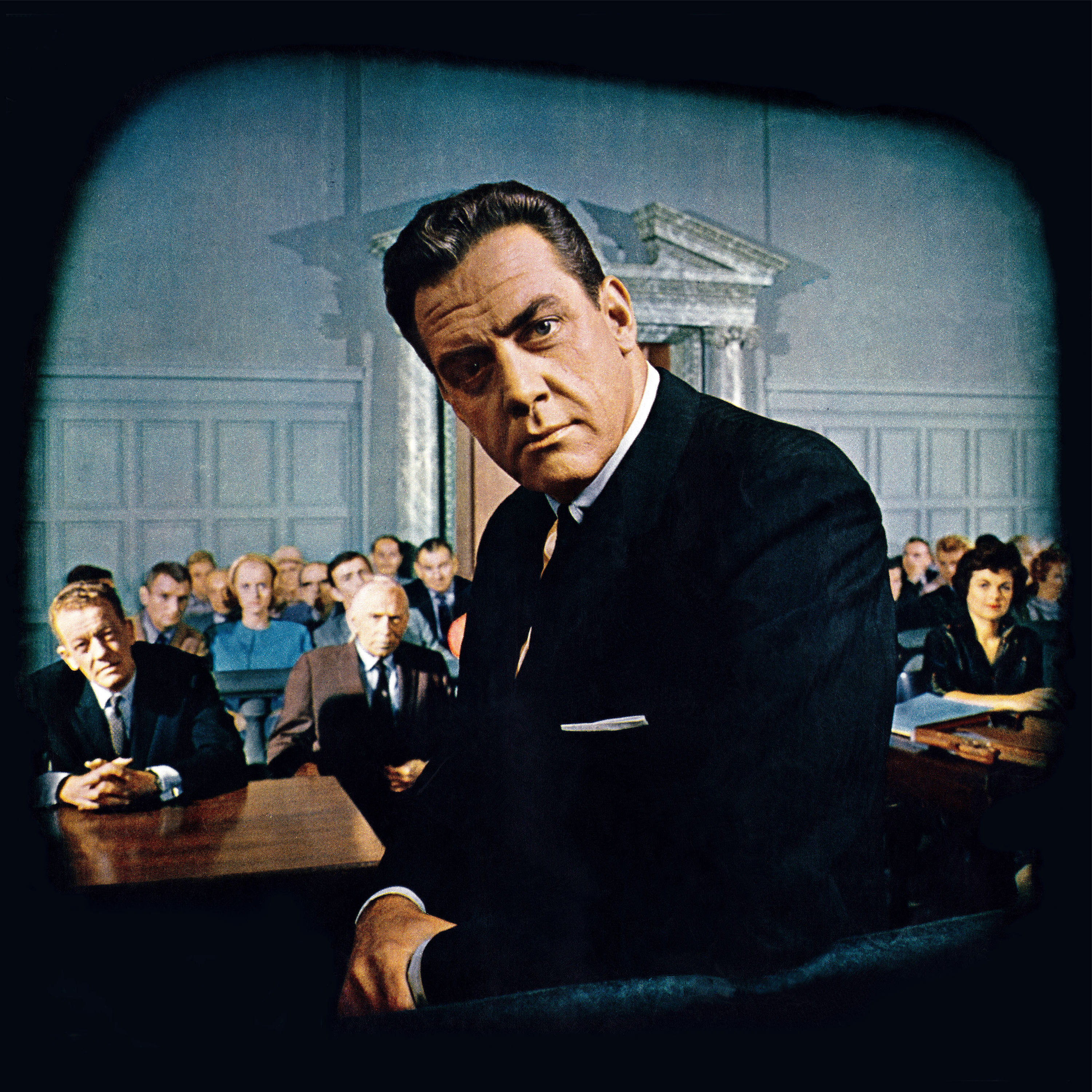
Реймонд Берр
Борис Мозолевський
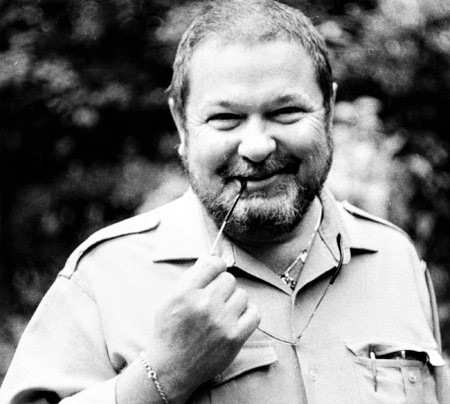
Юліан Семенов
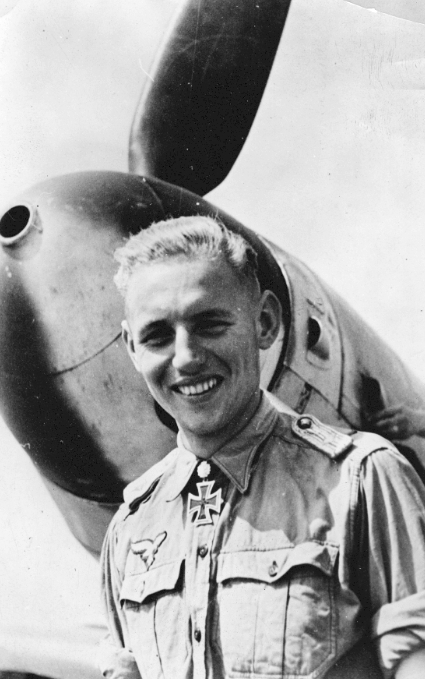
Еріх Гартманн

## Жовтень
1 жовтня — Вороніна Олександра Андріївна, перша дружина норвезького фашиста Відкуна Квіслінга (*1905)
1 жовтня — Гелена Маковська-Фієвська, польська акторка кіно і театру (*1918)
2 жовтня — Амін Таріф, каді (духовний лідер) друзів у підмандатній Палестині та Ізраїлі з 1928 р. (*1898)
3 жовтня — Гері Гордон, американський військовик (*1960)
3 жовтня — Ренді Шугарт, американський військовик (*1958)
4 жовтня — Гопал Гальдер, бенгальський письменник та журналіст (*1902)
4 жовтня — Думітру Станілоае, румунський православний священик, богослов і професор (*1903)
6 жовтня — Ларрі Волтерс, американський водій вантажівки, який здійснив аматорський політ на саморобному літальному апараті з повітряних кульок (*1949)
6 жовтня — Неджат Ечаджибаши, турецький хімік, промисловець, підприємець і філантроп (*1913)
7 жовтня — Сара Хільден, фінська бізнес-леді та колекціонерка мистецтва (*1905)
7 жовтня — Сиріл Кьюсак, ірландський актор (*1910)
8 жовтня — Гу Чен, китайський поет і письменник (*1956)
8 жовтня — Манке Неліс, нідерландська співачка (*1919)
9 жовтня — Карста Лок, німецька кіноактриса (*1902)
13 жовтня — Текін Арибурун, турецький військовий і державний діяч, в.о. президента Туреччини у 1973 р. (*1903)
15 жовтня — Айдин Сайили, турецький історик науки (*1913)
15 жовтня — Тіао Каррейро, бразильський співак та музикант (*1934)
15 жовтня — Ю Ціся, гонконгська учасниця конкурсу краси, актриса і телеведуча (*1957)
17 жовтня — Ніхад Калай, сирійський актор і письменник курдського походження (*1928)
18 жовтня — Мохаммад Агаті, іранський священнослужитель, читач Корану та муедзин (*1925)
20 жовтня — Сюсуке Номура, японський етнонаціоналістичний активіст (*1935)
21 жовтня — Мельхіор Нгезе Ндадайє, президент Бурунді в 1993 році (*1953)
21 жовтня — Асмат Алі Хан, бангладешський адвокат, політик, педагог і соціальний працівник (*1907)
22 жовтня — Бахтіяр Айдин, турецький генерал (*1946)
22 жовтня — Бйорн Арільд Скьорсетер, норвезький злочинець (*1966)
22 жовтня — Саїд Марей, єгипетський політик (*1913)
23 жовтня — Ачар'я Кшемчандра Суман, індійський літератор і журналіст (*1916)
23 жовтня — Евріклід де Хесус Зербіні, бразильський кардіохірург (*1912)
25 жовтня — Вінсент Прайс, американський актор (*1911)
25 жовтня — Капніст Марія Ростиславівна, українська акторка театру і кіно (*1914)
25 жовтня — Денні Чан, гонконгський співак, автор пісень і актор (*1958)
26 жовтня — Алі Реда, єгипетський танцюрист, актор і режисер (*1924)
26 жовтня — Сіямі Ерсек, турецький хірург (*1920)
26 жовтня — Тіао Макале, бразильський комік (*1926)
26 жовтня — Франтішек Філіповський, чехословацький актор театру, телебачення та кіно (*1907)
28 жовтня — Лотман Юрій Михайлович, радянський та естонський літературознавець, культуролог та семіотик єврейського походження (*1922)
28 жовтня — Доріс Дьюк, американська мільярдерка, спадкоємиця, філантропка і світська левиця (*1912)
29 жовтня — Зденек Подскальський, чеський кінорежисер і сценарист (*1923)
29 жовтня — Масахіро Макіно, японський кінорежисер (*1908)
29 жовтня — Річі Рікардо, індонезійський співак і актор (*1960)
29 жовтня — Станіслав Марусаж, польський лижник (*1913)
31 жовтня — Рівер Фенікс, американський актор та музикант, старший брат Хоакіна Фенікса (*1970)
31 жовтня — Федеріко Фелліні, італійський кінорежисер та сценарист (*1920)

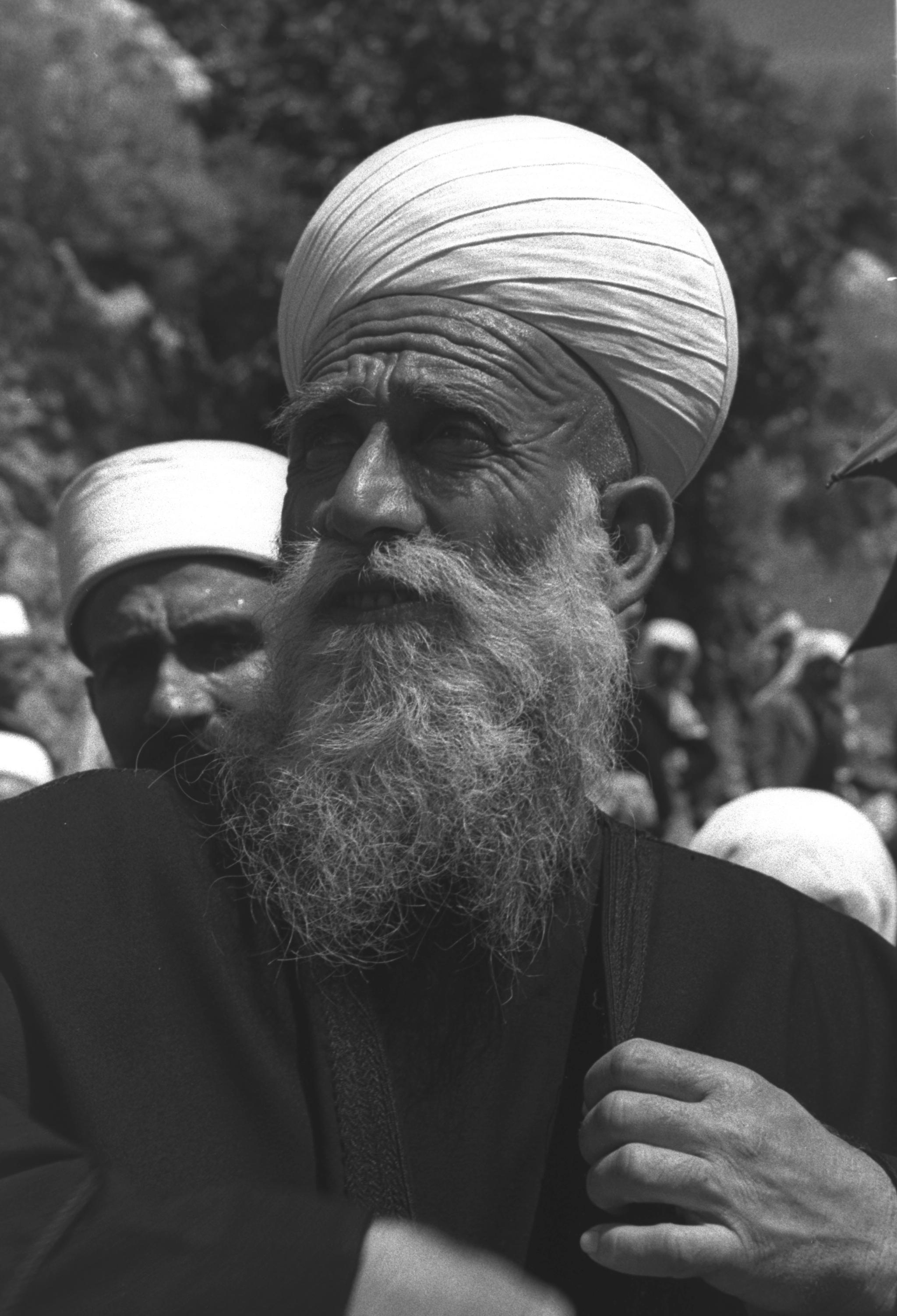
Амін Таріф
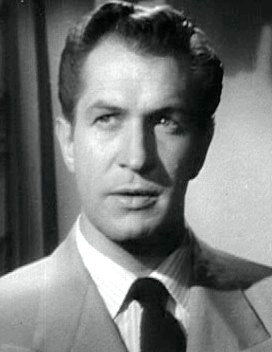
Вінсент Прайс
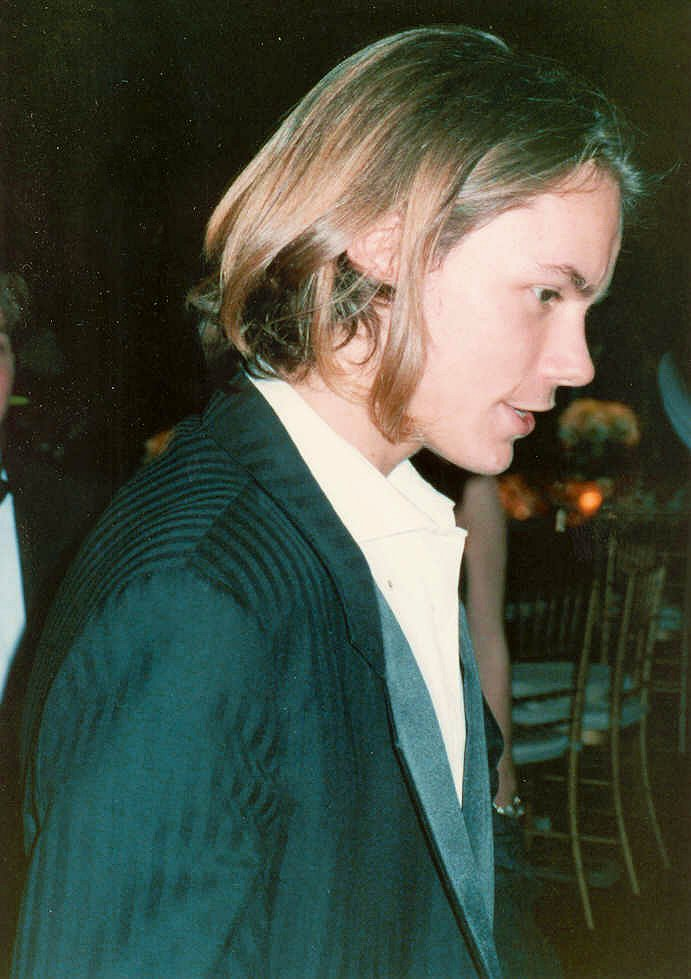
Рівер Фенікс
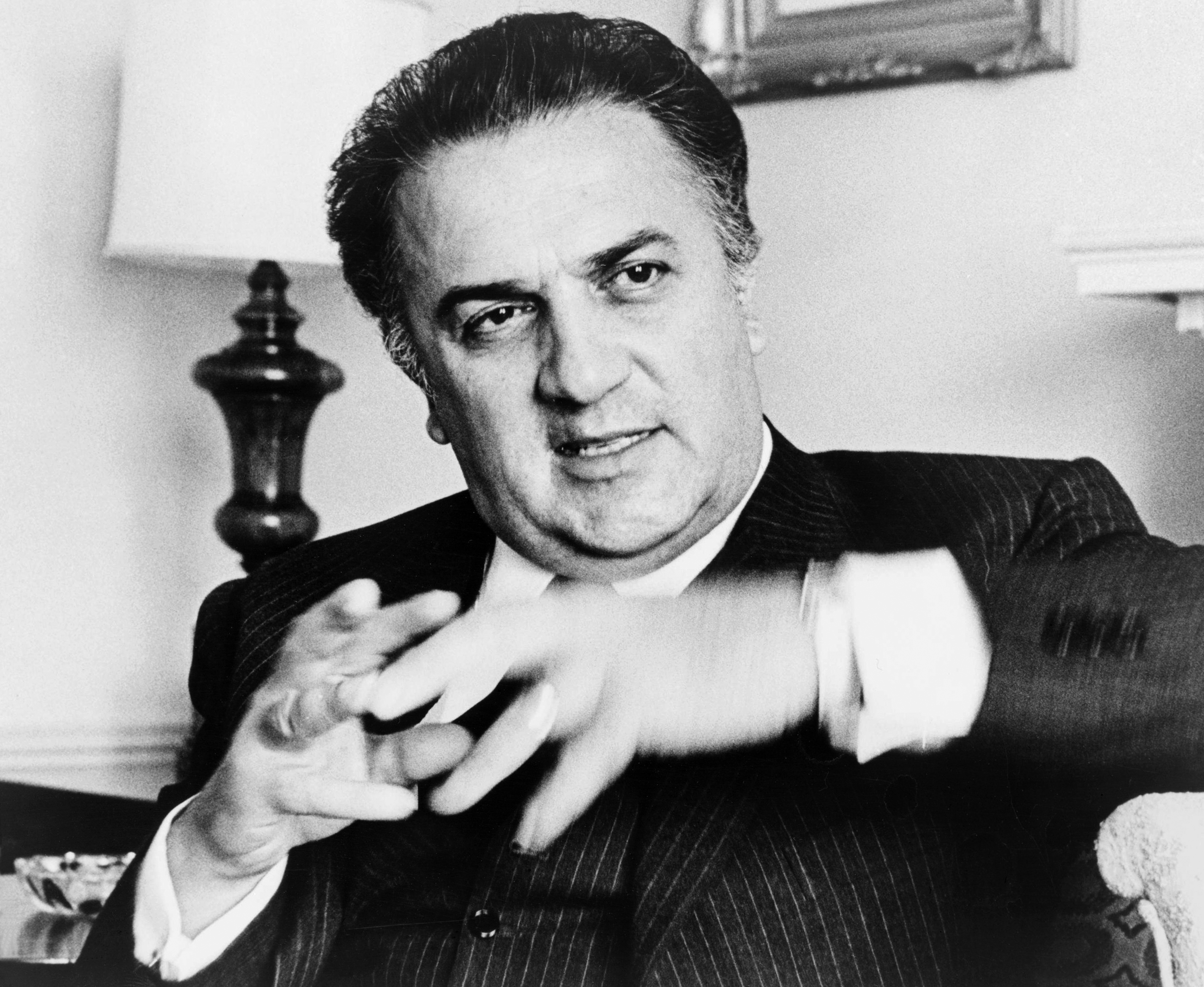
Федеріко Фелліні

## Листопад
1 листопада — Северо Очоа, іспано-американський біохімік, Нобелівська премія з фізіології або медицини 1959 (*1905)
1 листопада — Айртон Родрігес, бразильський радіо- і телеведучий (*1922)
3 листопада — Аль-Хадж Мухаммад Масум, пакистанський мусульманський вчений (*1935)
3 листопада — Термен Лев Сергійович, російський винахідник (*1896)
4 листопада — Джем Ерсевер, командир турецької жандармерії (*1950)
4 листопада — Неріна Монтаньяні, італійська актриса (*1897)
4 листопада — Сончхоль, корейський майстер Дзен, ключова фігура в сучасному корейському буддизмі (*1912)
5 листопада — Маріо Чеккі Горі, італійський кінопродюсер і підприємець, власник і президент ФК «Фіорентіна» (*1920)
5 листопада — Басукі Абдулла, індонезійський художник (*1915)
6 листопада — Йозеф Серчук, командир єврейського партизанського загону, що діяв у Польщі під час Другої світової війни (*1919)
6 листопада — Торстен Фенслау, німецький диск-жокей і музичний продюсер (*1964)
7 листопада — Турчин Ігор Євдокимович, український гандбольний тренер (*1936)
8 листопада — Джо «Пеґлеґ» Морган, американський гангстер (*1929)
9 листопада — Сакр бін Султан Аль Касімі, правитель емірату Шарджа з 1951 по 1965 р. (*1924)
11 листопада — Драгомир Боянич, сербський актор (*1933)
12 листопада — Анна Стен, американська акторка українського походження (*1908)
14 листопада — Ву Хонг Кхан, в'єтнамський революціонер (*1898)
14 листопада — Сандзо Носака, японський письменник, політик, професор університету та засновник Комуністичної партії Японії (*1892)
15 листопада — Лучано Леджо, італійський мафіозі (*1925)
15 листопада — Цвієтін Міятович, югославський комуністичний політик, голова Президії Югославії з 1980 по 1981 р. (*1913)
16 листопада — Акілл Заватта, французький цирковий артист (*1915)
19 листопада — Гайдай Леонід Йович, радянський кінорежисер, кіносценарист, актор українського походження (*1923)
21 листопада — Білл Біксбі, американський актор і телережисер (*1934)
21 листопада — Чень Яосін, гонконгський злочинець (*1961)
22 листопада — Ентоні Берджес, англійський письменник, композитор і літературний критик (*1917)
23 листопада — Зубарева Марія Володимирівна, радянська і російська актриса (*1962)
23 листопада — Яхін Рустем Мухаметхазеєвич, радянський татарський композитор, піаніст, педагог (*1921)
23 листопада — Кім Гван Гюн, південнокорейський поет (*1914)
24 листопада — Емад Акель, палестинський бойовик, командир Бригад Аль-Кассам (*1971)
24 листопада — Чжоу Пейюань, китайський фізик-теоретик і політик (*1902)
26 листопада — Гранде Отело, бразильський актор, комік, співак та композитор (*1915)
29 листопада — Джехенгір Тата, індійський промисловець, філантроп, льотчик (*1904)
29 листопада — Іоан Лукіан Міхалеа, румунський композитор, диригент і телепродюсер (*1951)

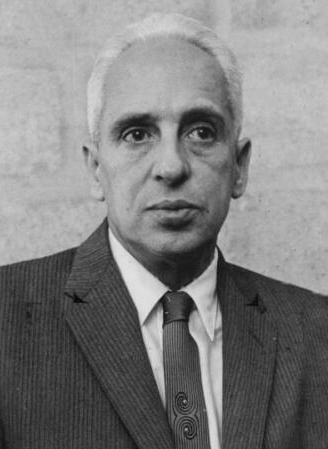
Северо Очоа
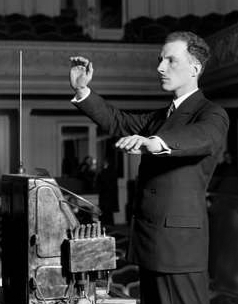
Лев Термен
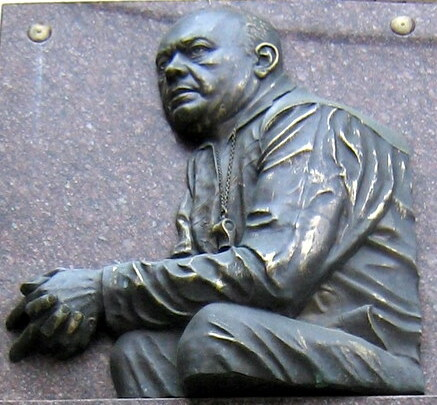
Ігор Турчин
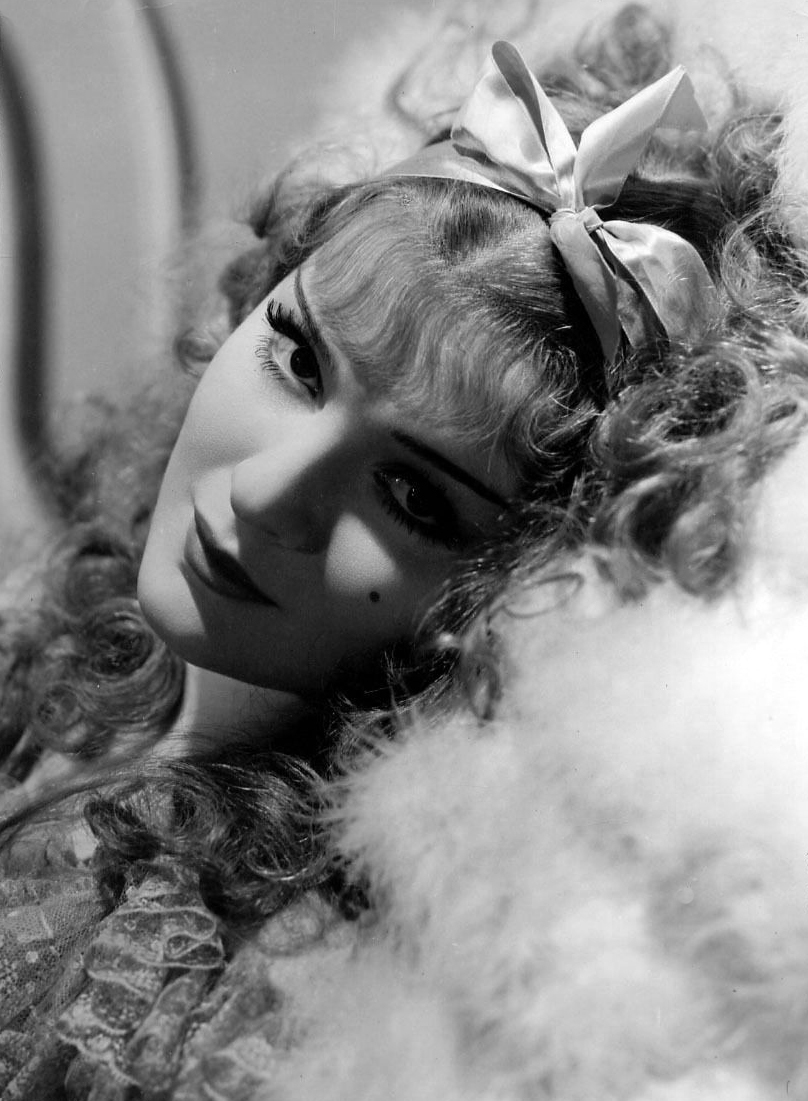
Анна Стен
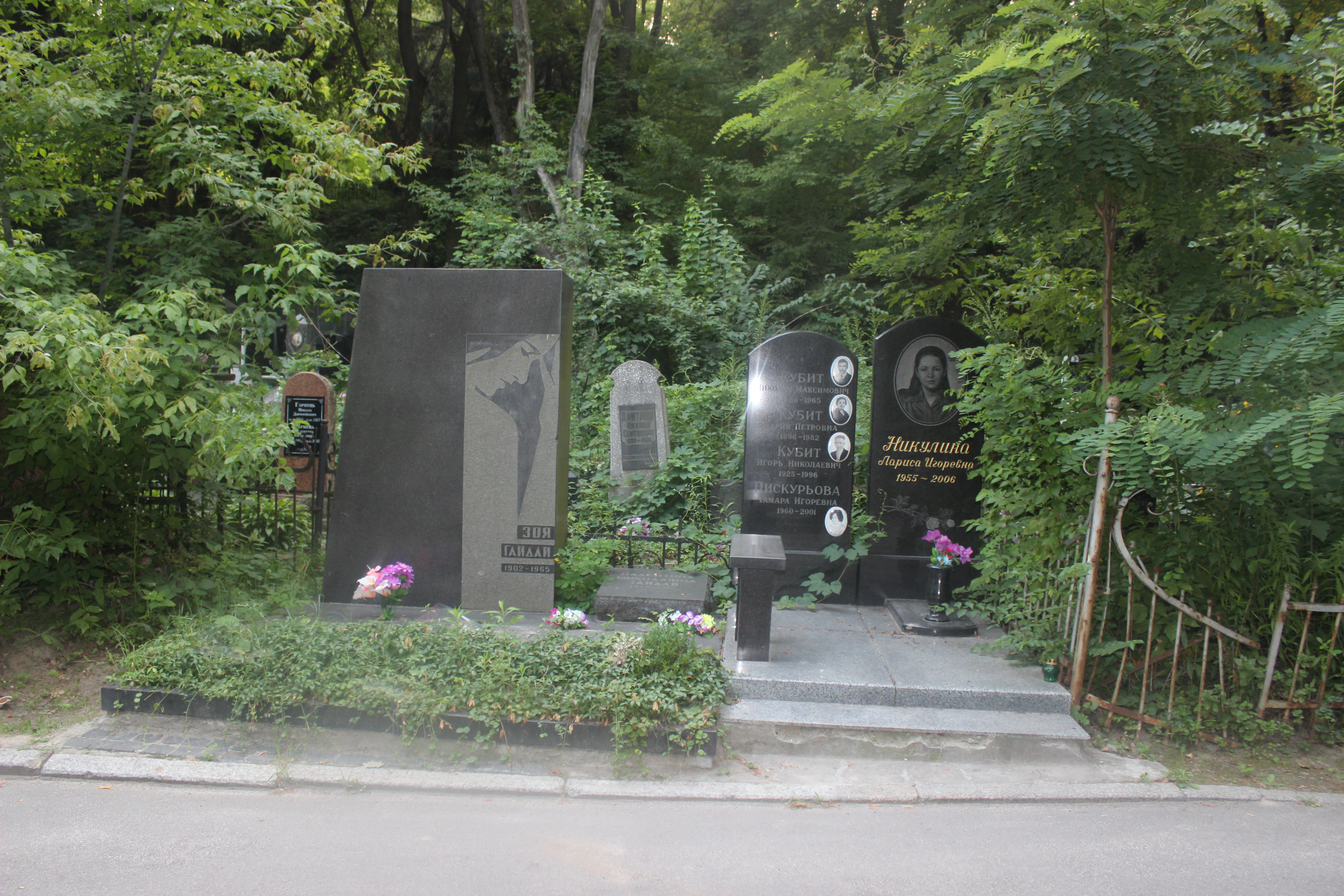
Леонід Гайдай
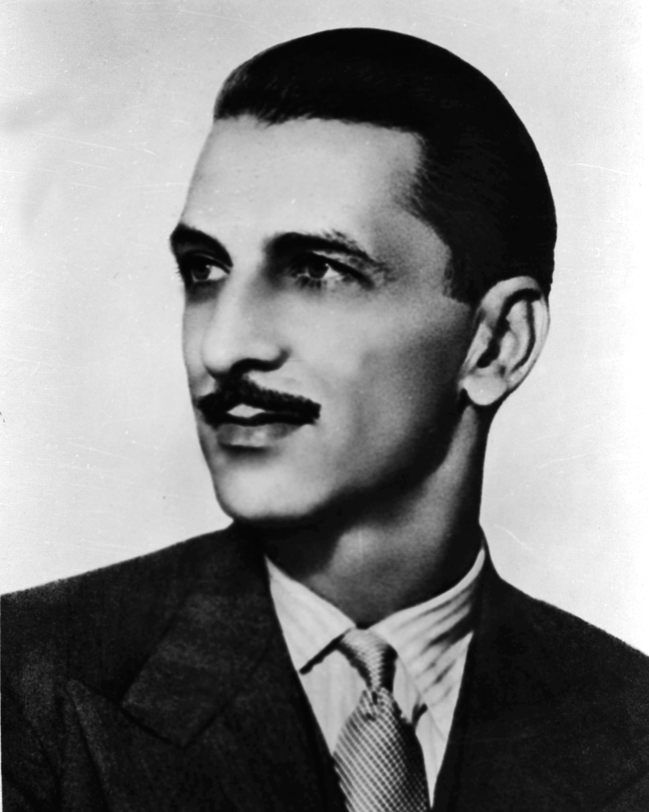
Джехенгір Тата

## Грудень
1 грудня — Юсеф Ханна, палестино-сирійський актор (*1941)
2 грудня — Пабло Ескобар, колумбійський наркобарон (*1949)
2 грудня — Паал Брекке, норвезький лірик, прозаїк, перекладач поезії та літературний критик (*1923)
4 грудня — Френк Заппа, американський музикант, композитор, продюсер та режисер (*1940)
4 грудня — Віктор Гуннарссон, шведський правий екстреміст, підозрюваний у вбивстві прем'єр-міністра Улофа Пальме в 1986 році (*1953)
4 грудня — Мехмет Набі Інджілер, турецький мафіозі (*1938)
5 грудня — Ріта Маседо, мексиканська актриса та кравчиня (*1925)
6 грудня — Дон Амічі, американський актор (*1908)
7 грудня — Вольфганг Пауль, німецький фізик, лауреат Нобелівської премії з фізики 1989 (*1913)
7 грудня — Фелікс Уфуе-Буаньї, перший президент і перший прем'єр-міністр Кот-д'Івуару з 1960 р. (*1905)
7 грудня — Абідін Діно, турецький художник (*1913)
7 грудня — Анджей Май, польський актор, театральний діяч (*1934)
7 грудня — Джавад Маруфі, іранський композитор і піаніст (*1912)
9 грудня — Денні Бланчфлауер, північноірландський футболіст, футбольний тренер (*1926)
9 грудня — Ма Леймен, тайванський танцюрист і хореограф (*1951)
9 грудня — Мохаммед-Реза Голпайгані, іранський мусульманський учений і великий муфтій (*1899)
9 грудня — Нгуен Кхань Тоан, в'єтнамський педагог і вчений (*1905)
10 грудня — Ертугрул Білда, турецький актор (*1915)
10 грудня — Сейген Танака, японський бізнесмен і політик (*1906)
11 грудня — Гу Чженган, китайський і тайванський політик, діяч Гоміньдану (*1902)
12 грудня — Йожеф Анталл, угорський політик, прем'єр-міністр Угорщини (1990—1993) (*1932)
12 грудня — Нефьодов Ігор В'ячеславович, радянський і російський актор театру і кіно (*1960)
12 грудня — Саріджа Ніунг, китайсько-індонезійська музикантка, викладачка, дикторка радіо, драматургиня і художниця (*1908)
14 грудня — Сільвіна Окампо, аргентинська поетка і письменниця (*1903)
15 грудня — Ле Куанг Хоа, в'єтнамський революціонер, генерал і урядовець (*1914)
16 грудня — Танака Какуей, прем'єр-міністр Японії (1972—1974) (*1918)
18 грудня — Гордієнко Костянтин Олексійович, український письменник (*1899)
18 грудня — Сем Вонамейкер, американський актор і кінорежисер українсько-єврейського походження (*1919)
18 грудня — Стів Джеймс, американський актор, каскадер і майстер бойових мистецтв (*1952)
18 грудня — Георге Козорічі, румунський актор (*1933)
19 грудня — Іічіро Хатояма, японський політик і дипломат (*1918)
20 грудня — Вільям Едвардс Демінг, американський вчений, статистик і консультант з теорії управління якістю (*1900)
20 грудня — Фадєєв Олександр Олександрович, радянський актор, прийомний син письменника О. О. Фадєєва (*1936)
20 грудня — Хулусі Кентмен, турецький актор (*1912)
21 грудня — Бельди Микола Іванович, російський радянський співак нанайського походження (*1929)
21 грудня — Козловський Іван Семенович, український радянський співак (*1900)
21 грудня — Гі де Кар, французький письменник (*1911)
22 грудня — Маріо Амендола, італійський сценарист, кінорежисер і драматург (*1910)
22 грудня — Салах Зульфікар, єгипетський актор і кінопродюсер (*1926)
23 грудня — Барбара Рахвальська, польська актриса театру, кіно і телебачення (*1922)
23 грудня — Тхіч Дук Нхуан, лідер в'єтнамської буддійської санґги з 1981 по 1993 р. (*1897)
24 грудня — Янь Цзягань, президент Республіки Китай (1975—1978) (*1905)
24 грудня — Норман Вінсент Піл, американський протестантський священик і письменник (*1898)
25 грудня — Масатака Іцумі, японський телевізійний диктор, знаменитість, письменник, співак і ведучий (*1945)
25 грудня — Мохаммад Асадуззаман, бангладешський політик (*1935)
26 грудня — Кантарія Мелітон Варламович, учасник Німецько-радянської війни грузинського походження, герой Радянського Союзу, один з тих, хто встановив прапор Перемоги над Рейхстагом (*1920)
26 грудня — Наджат Алі, єгипетська співачка та актриса (*1913)
27 грудня — Пааво Суситайвал, фінський військовий діяч, правий політик (*1896)
28 грудня — Вільям Ширер, американський журналіст, військовий кореспондент та письменник (*1904)
28 грудня — Яків Банай, ізраїльський актор кіно та театру (*1919)
29 грудня — Мкртчян Фрунзик Мушегович, вірменський радянський актор театру і кіно (*1930)
29 грудня — Абдул Джаббар Хан, бангладешський кінорежисер (*1916)
29 грудня — Джелял Йонат, турецький актор (*1922)
30 грудня — Іхсан Сабрі Чаглаянгіл, турецький політик, в.о. президента Туреччини в 1980 р. (*1908)
31 грудня — Гамсахурдіа Звіад Костянтинович, перший президент Грузії (1991—1992) (*1939)
31 грудня — Брендон Тіна, американський трансгендер, жертва злочину (*1972)

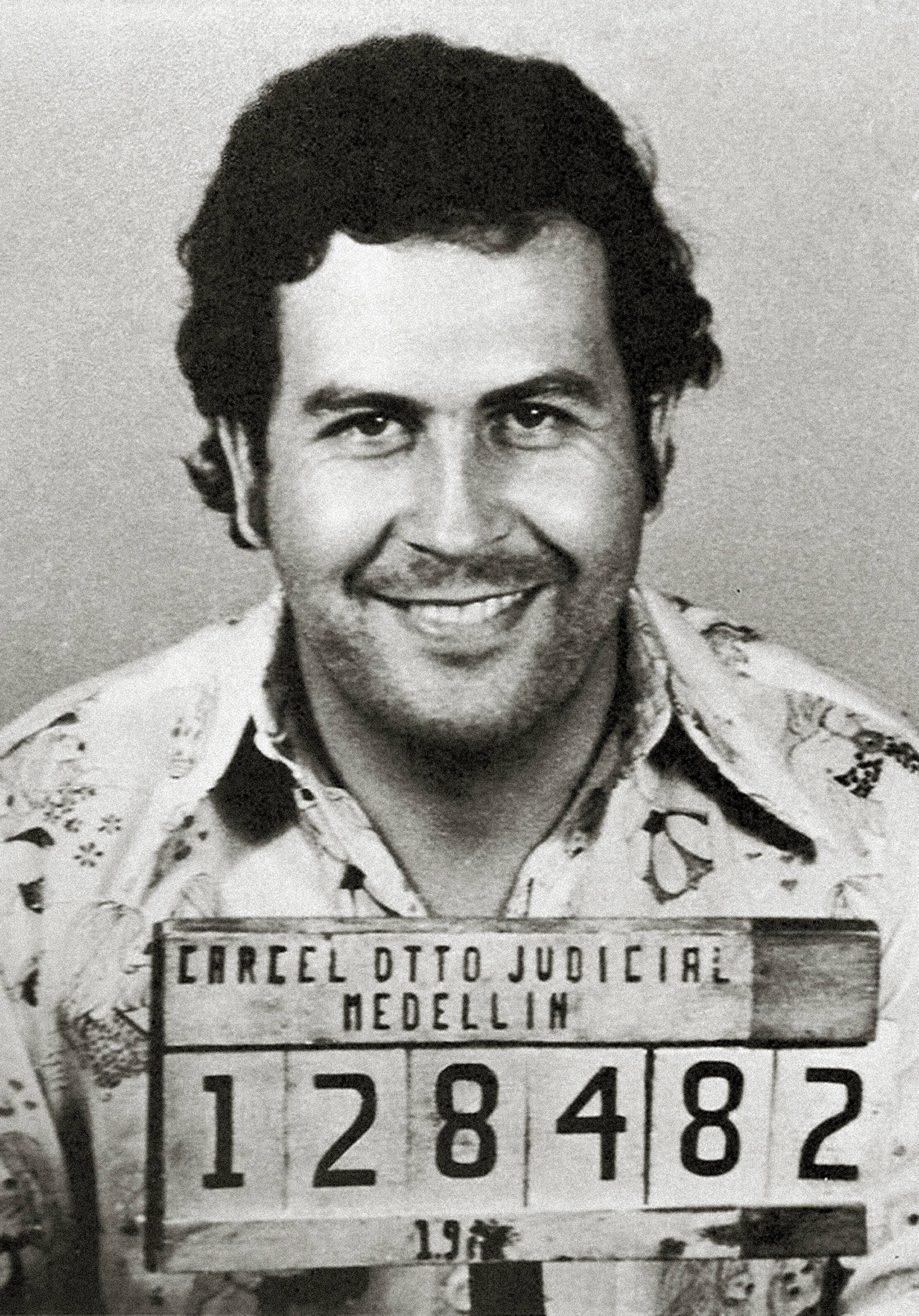
Пабло Ескобар
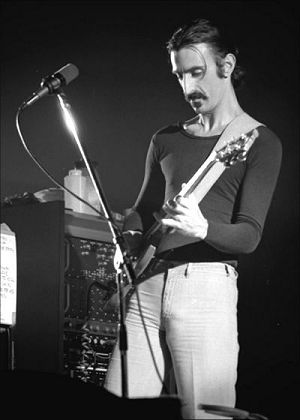
Френк Заппа
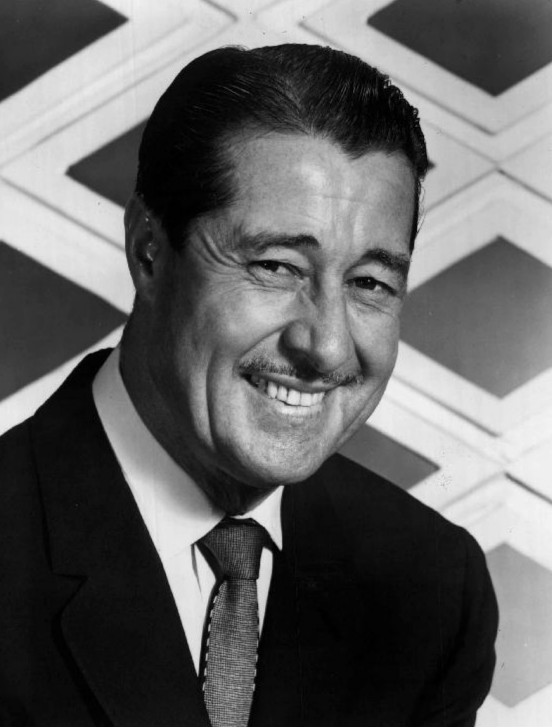
Дон Амічі
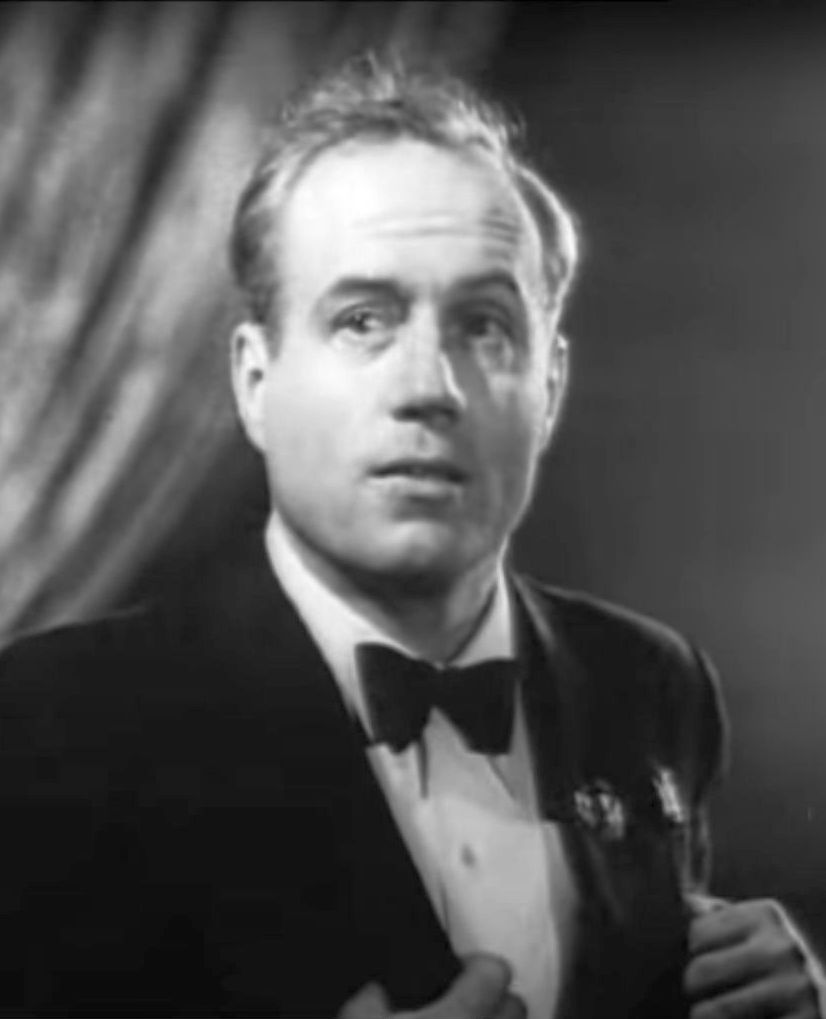
Іван Козловський
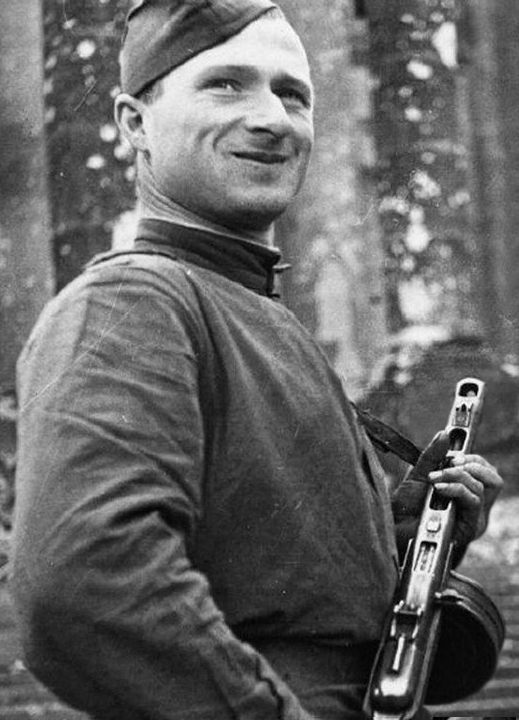
Мелітон Кантарія
Фрунзик Мкртчян
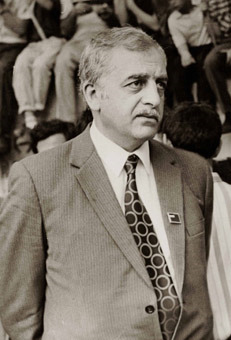
Звіад Гамсахурдіа

## Місяць невідомий
1993 — Костянтин Черьомушкін, радянський серійний вбивця (*1963)
1993 — Чжоу Конг, китайський музикант (*1925)
1993 — Тан Їїн, китайська художниця, дружина Пуцзе (*1904)
1993 — Абдулла аль-Гумарі, мусульманський проповідник, знавець хадисів, юрист і теолог з Марокко (*1910)
1993 — Шакіб Ганнам, сирійський режисер (*1937)
1993 — Хасан Голнарагі, іранський співак (*1921)
1993 — Ахмад Фарукі, іранський кінорежисер, онук Ахмад Шаха Каджара (*1938)
1993 — Лі Сок Чже, південнокорейський злочинець (*1918)
1993 — Паріджат, непальська письменниця і поетеса (*1937)
1993 — Сейдо Байрамович, югославський військовий і політик, т.в.о. глави Югославії у 1991 р. (*1927)
1993 — Саїд Абу аль-Фадл Буркаї, іранський аятола та мусульманський учений (*1908)